# Gdańsk
Gdańsk, tên trước kia bằng tiếng Đức là Danzig (xem Các tên bên dưới), là một thành phố bên bờ biển Baltic, thuộc miền bắc Ba Lan, ở giữa vùng đô thị lớn thứ tư của đất nước.
Gdańsk là hải cảng chính của Ba Lan và cũng là thủ phủ của tỉnh Pomorskie. Về mặt lịch sử, nó cũng là thành phố lớn nhất vùng người Kashubia. Thành phố nằm gần sát biên giới trước kia giữa vùng người Slav phía tây và châu Âu German và có một lịch sử phức tạp, trong đó có các thời kỳ thuộc Ba Lan và các thời kỳ thuộc Đức cùng 2 thời kỳ là thành phố trực tiếp dưới quyền cai trị của hoàng đế đế quốc La Mã Thần thánh. Từ năm 1945, nó thuộc về Ba Lan.
Thành phố nằm trên bờ phía nam vịnh Gdańsk (của biển Baltic), trong một đô thị liên hợp (conurbation) với thành phố có suối khoàng (spa town) Sopot, thành phố Gdynia và các cộng đồng ngoại ô, cùng nhau tạo thành một vùng đô thị gọi là Ba thành phố (Trójmiasto), với số dân hơn 800.000. Riêng Gdańsk có 470.907 cư dân (tháng 12/2019), là thành phố lớn nhất trong vùng bắc Ba Lan.
Gdańsk nằm ở cửa sông Motława, nối với sông Leniwka, một nhánh của châu thổ sông Wisła gần đó, mà hệ thống nước cung cấp 60% cho khu vực Ba Lan và nối Gdańsk với thủ đô Warszawa. Điều này mang lại lợi thế độc đáo cho thành phố như một trung tâm mậu dịch biển của Ba Lan. Cùng với hải cảng Gdynia kế bên, Gdańsk cũng là một trung tâm công nghiệp quan trọng. Về lịch sử, vì là hải cảng quan trọng và trung tâm đóng tàu, Gdańsk đã từng là thành viên của liên minh Hanse.

## Các tên

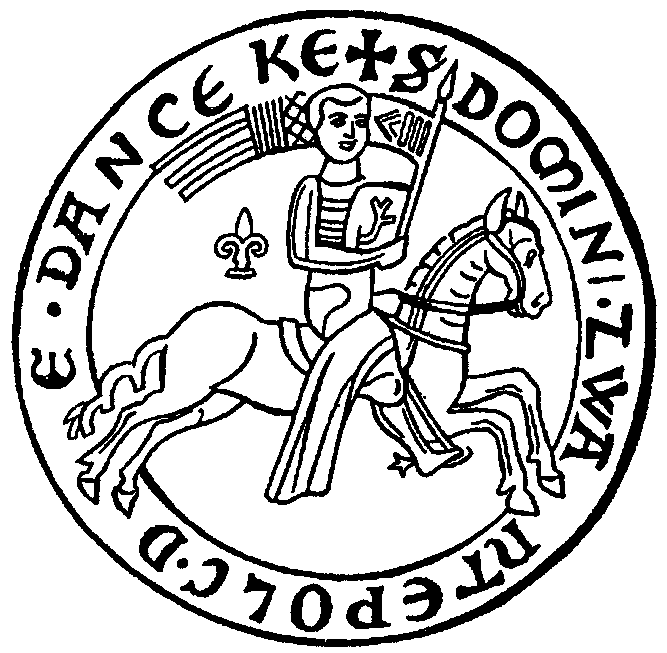
Zwantepolc de Danceke, 1228

Tên của thành phố được cho là bắt nguồn từ sông Motława, tên gốc của nhánh sông Motława trên đó thành phố được dựng lên. Gdańsk và Gdania được coi như các từ phái sinh từ tên Gothic của khu vực (Gutiskandja), tuy nhiên đây cũng là vấn đề chưa chắc chắn. Cũng giống như nhiều thành phố vùng Trung Âu khác, Gdańsk cũng có nhiều tên suốt chiều dài lịch sử của nó.
Tên của một nơi định cư được ghi sau cái chết của St. Adalbert năm 997 sau Công Nguyên là urbs Gyddanyzc và sau đó được viết là Kdanzk (1148), Gdanzc (1188), Danceke (1228), Gdansk (1236, 1454, 1468, 1484, 1590), Danzc (1263), Danczk (1311, 1399, 1410, 1414–1438), Danczik (1399, 1410, 1414), Danczig (1414), Gdąnsk (1636).
Trong tiếng Ba Lan tên hiện đại của thành phố này được phát âm là [ˈɡdaɲsk] ⓘ. Trong tiếng Anh (dấu phụ trên chữ "n" của tiếng Ba Lan bị bỏ đi) thì đọc là /ɡəˈdænsk/ hoặc /ɡəˈdɑːnsk/.
Trong phần lớn lịch sử của thành phố, đa số cư dân là người nói tiếng Đức, họ gọi thành phố là Danzig [ˈdantsɪç] ⓘ. Tên này cũng được dùng trong tiếng Anh cho tới khi chấm dứt Chiến tranh thế giới thứ hai, và vẫn còn được dùng trong các ngữ cảnh lịch sử. Các dạng tiếng Anh cũ của tên này là Dantzig, Dantsic và Dantzic.
Trong tiếng Kashubian thành phố được gọi là Gduńsk. Tên tiếng Latin của thành phố thì hoặc là Gedania, Gedanum hay Dantiscum; tính chất bất đồng trong tên tiếng Latin phản ánh ảnh hưởng pha trộn của tên thành phố kế thừa từ tiếng Ba Lan, tiếng Đức và tiếng Kashubian.

### Các tên lễ nghi

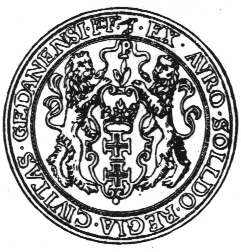
Regia Civitatis Gedanensis (thành phố Hoàng gia Gdańsk) tiền kim loại năm 1589, thời Zygmunt III Waza.

Trong các dịp đặc biệt, thành phố cũng được đề cập tới như "Thành phố Hoàng gia Ba Lan Gdańsk" (tiếng Ba Lan Królewskie Polskie Miasto Gdańsk, tiếng Latin Regia Civitas Polonica Gedanensis, tiếng Kashubian Królewsczi Polsczi Gard Gduńsk).
Những người Kashubians cũng dùng tên "Thành phố thủ đô Gdańsk" (Nasz Stoleczny Gard Gduńsk) hoặc "Thành phố thủ đô Gdańsk của người Kashubian" (Stoleczny Kaszëbsczi Gard Gduńsk).

## Lịch sử

### Việc thành lập và thời Trung cổ
Các nơi định cư ban đầu được kết hợp với văn hóa Wielbark; sau thời kỳ đại di trú, họ được thay thế bởi việc định cư của bộ lạc Pomeranians dường như từ thế kỷ thứ 7. Trong thập niên 980, một thành lũy được xây dựng rất có thể là bởi Mieszko I của Ba Lan người mà bằng cách đó đã nối kết vương quốc Piast với các tuyến đường buôn bán của biển Baltic. Bản chữ viết đầu tiên về thành lũy này là vita of Saint Adalbert, được viết năm 999 và mô tả các biến cố năm 997. Niên đại này thường được coi như năm thành lập Gdańsk ở Ba Lan. Năm 1997 thành phố đã làm lễ kỷ niệm một ngàn năm khi thánh Adalbert của Praha rửa tội cho các cư dân của nơi định cư này nhân danh vua Bolesław I Chrobry của Ba Lan. Trong thế kỷ 12, nơi định cư này trở thành một phần của đất công tước Samborides bao gồm một nơi định cư ở Long Market hiện đại, các nơi định cư của thợ thủ công cùng với Altstädter Graben ditch, các nơi định cư của người Đức buôn bán chung quanh nhà thờ thánh Nicolas và thành lũy Piast cũ. Năm 1186, một tu viện dòng Xitô được dựng lên ở gần Oliwa, mà nay nằm trong ranh giới thành phố. Năm 1215, thành luỹ của công tước trở thành trung tâm của đất công tước Pomorskie. Các năm 1224, 1225, những người Đức trong tiến trình chiếm thuộc địa ở phía đông (Ostsiedlung) thiết lập một nơi định cư trong khu vực của pháo đài trước kia.
Khoảng năm 1235, nơi định cư này được công tước Pomorskie cấp các đặc quyền của thành phố theo luật Lübeck, một luật đặc quyền của thành phố tự trị của Đức, tương tự như của Lübeck nơi cũng là nguồn gốc sơ khai của nhiều người tới định cư. Năm 1300, thành phố có số dân ước tính là 2.000. Khi thành phố còn chưa là một trung tâm thương mại quan trọng vào thời đó, nó đã có một sự liên quan thương mại nào đó với vùng Đông Âu. Năm 1308, thành phố nổi loạn và Hiệp sĩ Teuton được gửi tới để tái lập trật tự. Sau đó họ nắm quyền kiểm soát thành phố. Vụ thảm sát 10.000 cư dân thời Trung cổ đã được nhận thức cách khác nhau trong văn học hiện đại: trong khi một số nguồn ghi rằng đó là sự kiện có thật, thì các nguồn khác bác bỏ, coi như một sự mô tả thổi phồng quá đáng ở thời Trung cổ. Vụ được cho là thảm sát này được vua Ba Lan sử dụng như chứng cứ trong một vụ kiện tụng tới giáo hoàng sau này. Các hiệp sĩ Teuton chiếm khu vực làm thuộc địa, thay thế những người Kashubians địa phương bằng những người Đức tới định cư. Năm 1308, họ lập Hakelwerk gần thành phố, ban đầu như một nơi cư ngụ của các ngư phủ người Slav. Năm 1340, dòng Hiệp sĩ Teuton xây một pháo đài lớn, trở thành trụ sở của Komtur của dòng hiệp sĩ. Năm 1343, họ thiết lập Rechtstadt, cái tương phản với thành phố tồn tại trước kia (từ đó Altstadt, "Old Town" hoặc Stare Miasto) được ban đặc quyền bằng luật Kulm. Năm 1358, Danzig gia nhập liên minh Hanse, và trở thành một hội viên hoạt động năm 1361. Thành phố duy trì quan hệ với các trung tâm thương mại Brügge, Novgorod, Lisboa và Sevilla. Năm 1377, ranh giới của thành phố cổ được mở rộng. Năm 1380, Neustadt (thành phố mới) được thành lập như nơi định cư độc lập thứ tư.

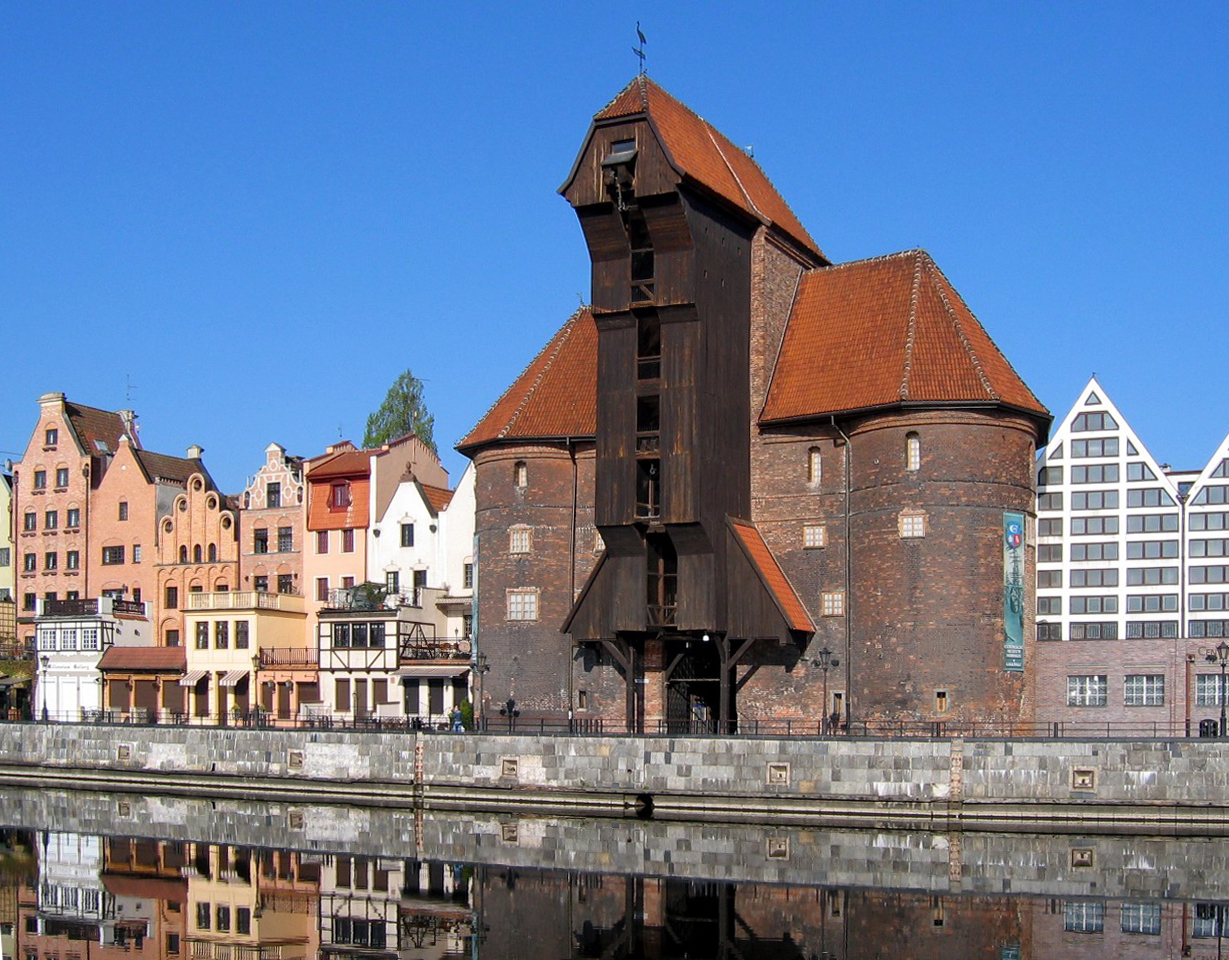
Cổng thời trung cổ gọi là Żuraw trên sông Motława

Sau một loạt chiến tranh Ba Lan–Teuton, trong Hiệp ước Kalisz (1343) dòng Hiệp sĩ Teuton đã thừa nhận là phải làm cho Pomerelia thành một alm của vương triều Ba Lan. Mặc dù nó để lại một số nghi ngờ về nền tảng pháp lý quyền sở hữu tỉnh này của Dòng Hiệp sĩ, thành phố đã phát triển mạnh do việc xuất cảng ngũ cốc gia tăng (nhất là lúa mì), gỗ xây dựng, potas, nhựa đường, và các hàng lâm sản khác từ Phổ và Ba Lan thông qua các tuyến đường buôn bán trên sông sông Wisła, mặc dù sự thật là sau khi chiếm đoạt nó, Hiệp sĩ Teuton đã tìm cách giảm bớt ý nghĩa kinh tế của thành phố. Khi ở dưới quyền kiểm soát của Hiệp sĩ Teuton số người Đức nhập cư đã tăng lên. Một cuộc chiến tranh mới đã nổ ra năm 1409, chấm dứt bằng trận Grunwald (1410), và thành phố thuộc quyền kiểm soát của vương quốc Ba Lan. Một năm sau, bằng Hòa ước Thorn (1411), thành phố trở lại thuộc quyền kiểm soát của dòng Hiệp sĩ Teuton. Năm 1440, thành phố tham gia vào việc thành lập Liên bang Phổ, một tổ chức chống đối việc cai trị của Hiệp sĩ Teuton. Việc này dẫn tới cuộc chiến tranh 13 năm dành độc lập từ nước Phổ của dòng Hiệp sĩ Teuton (1454–1466). Cuộc chiến tranh cách quãng này chấm dứt ngày 25.5.1457, trong lúc thành phố - cùng chung với vương quốc Phổ - trở thành một phần của Vương quốc Ba Lan trong khi vẫn giữ các quyền và độc lập như một thành phố tự trị.

### Thời cận đại

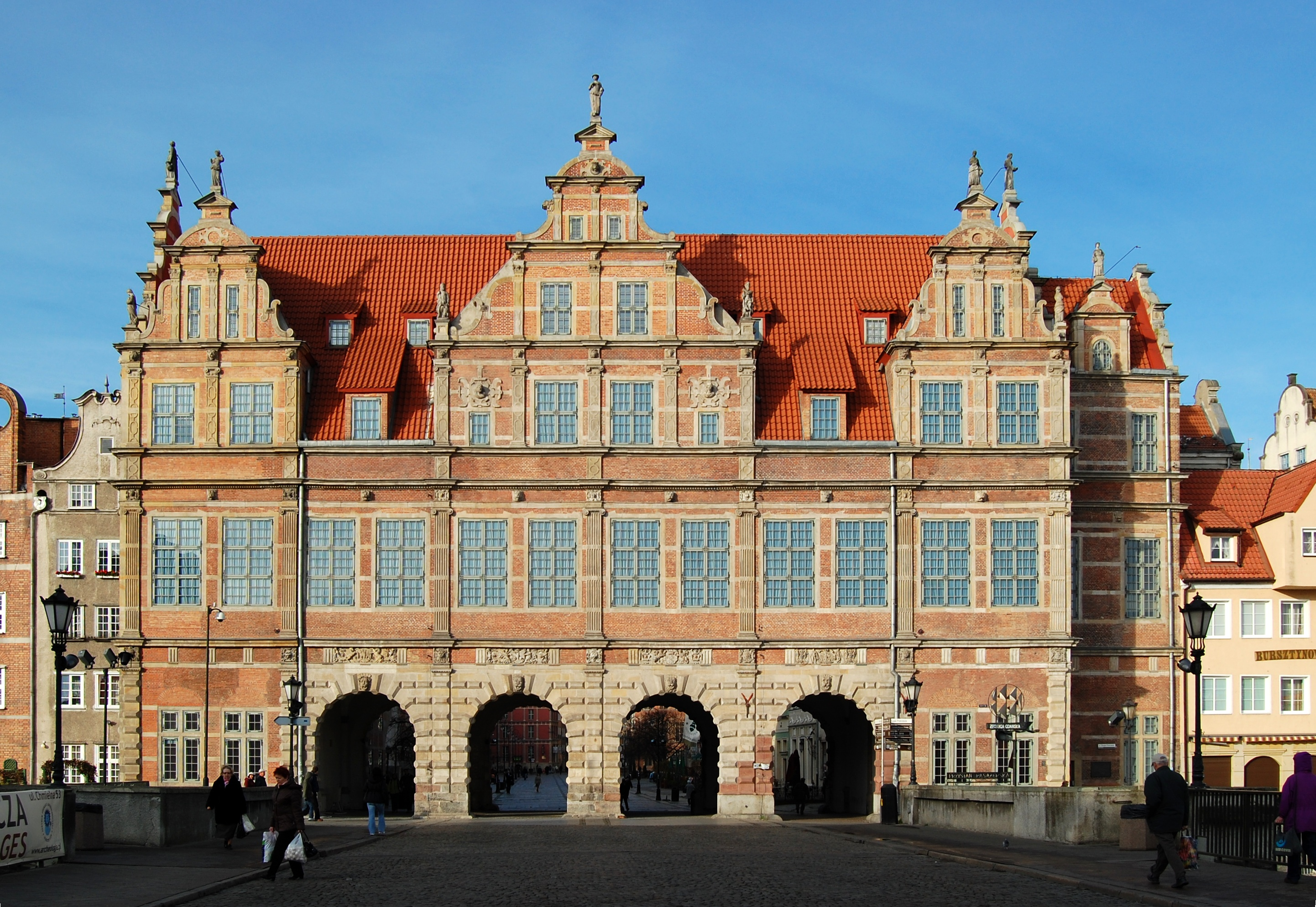
Green Gate dựa theo tòa thị chính thành phố Antwerp, được xây dựng để dùng làm nơi cư ngụ chính thức cho vua Ba Lan.

Ngày 15.5.1457, Casimir IV của Ba Lan cấp cho thành phố Danzig Đặc quyền lớn (tiếng Đức: Großes Privileg), sau khi ông được Hội đồng thành phố mới tới thăm và ở lại đây 5 tuần lễ. Với Đặc quyền lớn, thành phố được cấp quyền tự trị. Với Đặc quyền lớn, thành phố có quyền tài phán độc lập, quyền lập pháp và quản trị hành chính trên lãnh thổ của mình, và các quyền của nhà vua được hạn chế như sau: Mỗi năm vua Ba Lan được phép ở lại thành phố 3 ngày, ông được quyền chọn một công sứ thường trực trong số 8 ủy viên hội đồng do thành phố đề cử cùng nhận một khoản niên kim gọi là Gefälle. Hơn nữa, đặc quyền hợp nhất Old Town, Hakelwerk và Rechtstadt, và hợp pháp hóa việc phá hủy Thành phố mới, thành phố đã đứng về phe Hiệp sĩ Teuton. Ngay năm 1457, Thành phố mới bị hoàn toàn phá hủy, không còn một công trình xây dựng nào.

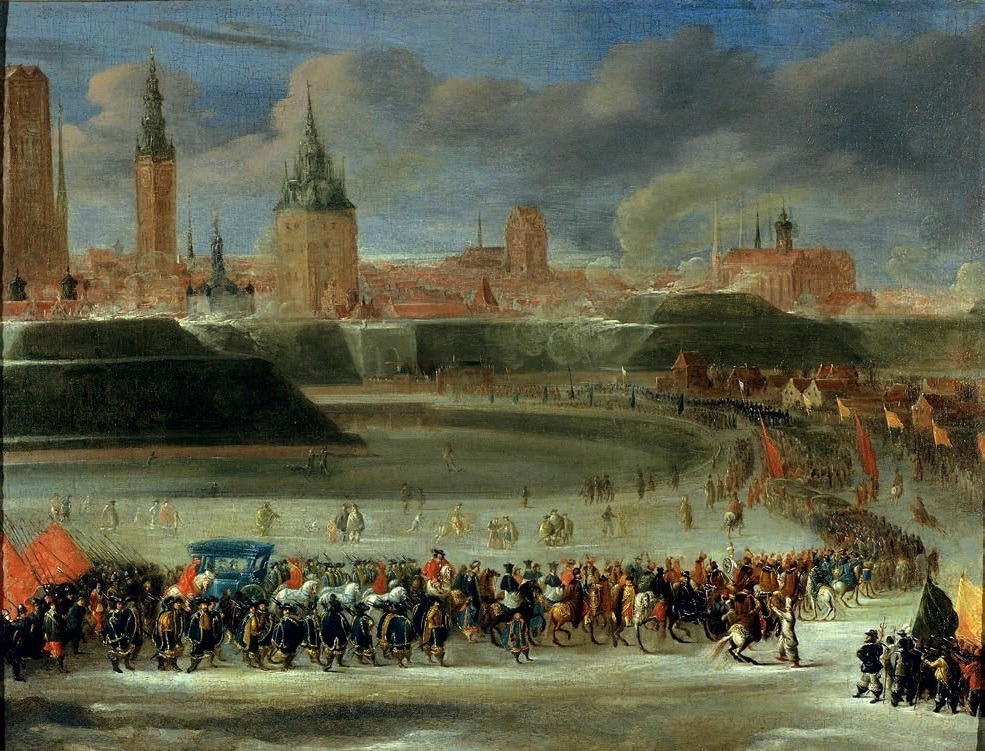
Hoàng hậi Marie Louise của Poland đi vào Gdańsk, ngày 11.2.1646.

Lần đầu tiên có quyền ưu tiên và tự do vào các thị trường Ba Lan, hải cảng đã phát đạt nhanh trong khi vẫn buôn bán với các thành phố khác của Liên minh Hanse. Sau Hòa ước Thorn II (1466) với nước Phổ dưới quyền cai trị của Hiệp sĩ Teuton, thì chiến tranh giữa Phổ và vương quốc Ba Lan đã chấm dứt hẳn. Sau khi sáp nhập Phổ vào vương quốc Ba Lan năm 1569, thành phố tiếp tục được hưởng quyền tự trị lớn lao (cf. luật Danzig).
Mưu toan của vua Stephen Báthory nhằm khuất phục thành phố, vốn ủng hộ hoàng đế Maximilian II trong cuộc bầu cử trước của nhà vua, đã thất bại. Thành phố - được kích thích bởi tình trạng giàu có lớn lao và các pháo đài hầu như không thể bị đánh chiếm, cũng như sự ủng hộ bí mật của Đan Mạch và hoàng đế Maximilian I – đã đóng các cổng thành chống lại vua Stephen. Sau cuộc vây hãm Danzig (1577) kéo dài 6 tháng, đội quân 5.000 lính đánh thuê của thành phố đã bị hoàn toàn đánh bại trên bãi chiến trường ngày 16.12.1577. Tuy nhiên, vì các đội quân của Stephen không thể chíếm thành phố bằng sức mạnh, nên 2 bên đã đi tới một thỏa hiệp: Stephen Báthory công nhận cương vị đặc biệt của thành phố và luật Danzig cùng các đặc quyền được các vua Ba Lan cấp trước kia. Đổi lại, thành phố công nhận ông là người cai trị Ba Lan và trả khoản tiền khổng lồ là 200.000 đồng gulden bằng vàng như khoản tiền phạt ("tạ tội").

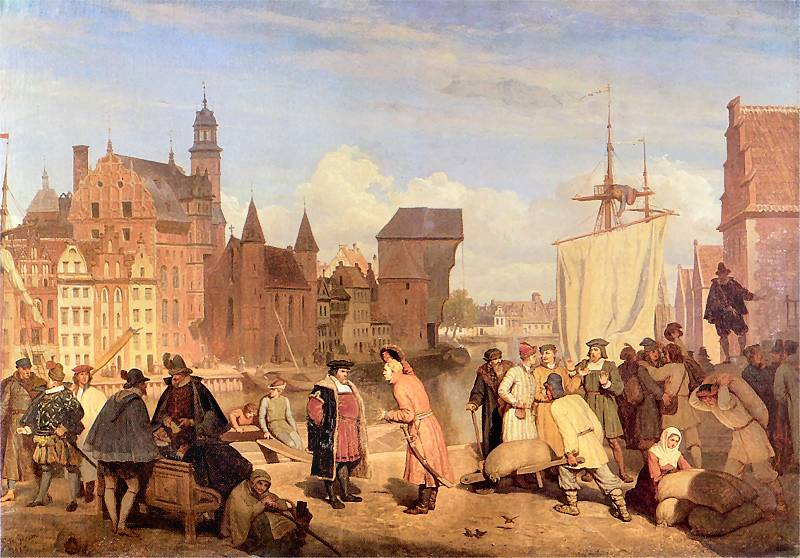
Danzig trong thế kỷ XVII, tranh vẽ của Wojciech Gerson

Cũng như đa số dân cư nói tiếng Đức, mà những người ưu tú đôi khi phân biệt phương ngữ Đức của họ như tiếng Pomerelia, thành phố cũng là quê hương của một số lớn người Ba Lan, người Ba Lan gốc Do Thái và người Hà Lan. Thêm vào đó, một số người Scotland tới ẩn náu hoặc nhập cư và được nhận là công dân của thành phố. Trong thời Cải cách Kháng Cách, phần lớn cư dân nói tiếng Đức đã theo đạo Tin Lành.

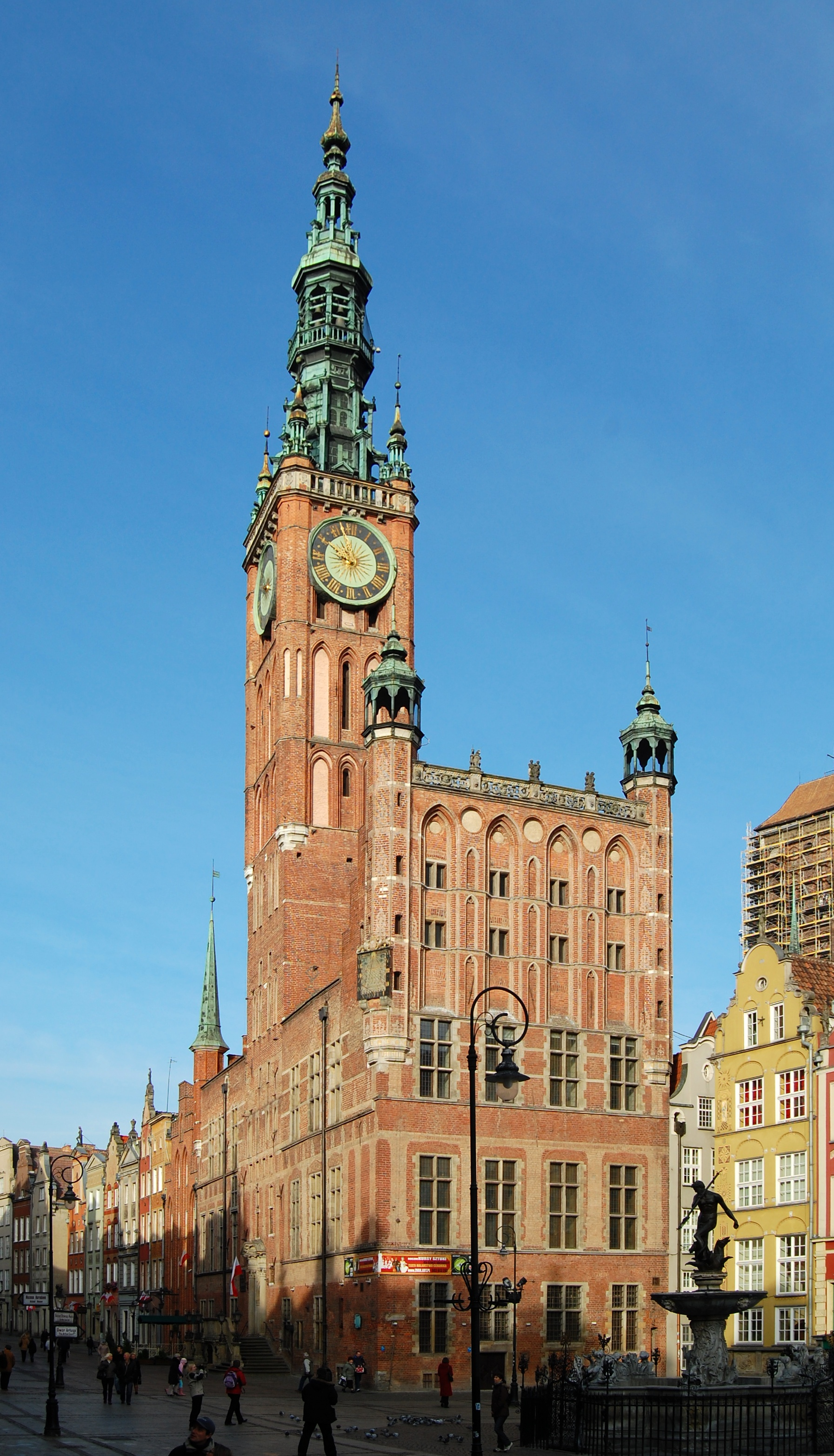
Tháp nhọn của nóc Tòa thị chính, với tượng vua Zygmunt II của Ba Lan mạ vàng trên đỉnh (đặt năm 1561), vượt lên hình bóng Long Market nổi trên bầu trời.

Thế kỷ 18 thành phố bị suy giảm kinh tế do các cuộc chiến tranh. Sau cuộc vây hãm Danzig (1734) nó bị người Nga chiếm năm 1734. Danzig bị vương quốc Phổ sáp nhập năm 1793, chỉ được Napoléon cho tách ra như thành phố độc lập giả hiệu từ năm 1807 tới 1814. Trở lại trực thuộc Phổ sau khi Pháp bị đánh bại trong Các cuộc chiến tranh của Napoléon, thành phố trở thành thủ phủ của vùng Danzig (Regierungsbezirk Danzig) thuộc tỉnh Tây Phổ từ năm 1815. Năm 1871, thành phố trở thành một phần của đế quốc Đức.
Trải qua lịch sử lâu dài, Gdańsk/Danzig ở dưới các thời kỳ cai trị của các nước khác nhau trước năm 1945 (trong ngoặc đơn là ngôn ngữ của đa số cư dân trong các thời kỳ đó):
- 997-1308: thuộc Ba Lan (tiếng Ba Lan)
- 1308-1454: thuộc lãnh thổ Hiệp sĩ Teuton (tiếng Đức)
- 1454-1466: Chiến tranh 13 năm (tiếng Đức)
- 1466-1793: thuộc Ba Lan (tiếng Đức)
- 1793-1805: thuộc Phổ (tiếng Đức)
- 1807-1814: thành phố tự do (tiếng Đức)
- 1815-1871: thuộc Phổ (tiếng Đức)
- 1871-1918: thuộc đế quốc Đức (tiếng Đức)
- 1918-1939: thành phố tự do (tiếng Đức)
- 1939-1945: thuộc Đức quốc xã (tiếng Đức)
- 1945–tới nay: thuộc Ba Lan (tiếng Ba Lan)

### Các năm giữa 2 chiến tranh và Chiến tranh thế giới thứ hai

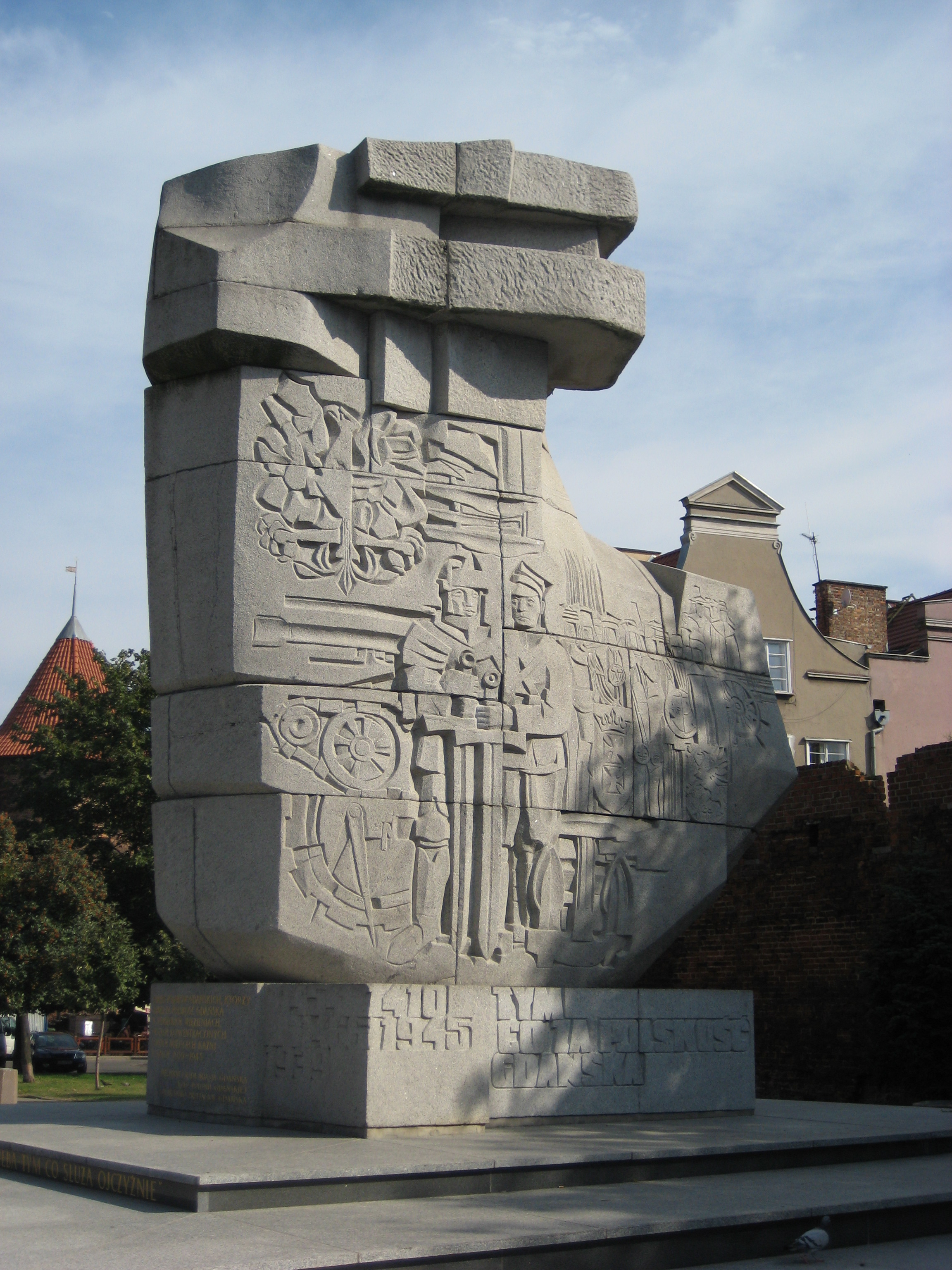
Đài kỷ niệm các người phòng thủ Gdańsk

Khi Ba Lan giành lại độc lập sau Chiến tranh thế giới thứ nhất với lối ra biển như phe đồng minh của Chiến tranh thế giới thứ nhất đã hứa căn cứ trên 14 điểm của "Woodrow Wilson" (điểm 13 đòi "một nước Ba Lan độc lập", "sẽ được bảo đảm một lối ra biển tự do và an toàn"), những người Ba Lan đã hy vọng cảng của thành phố này cũng sẽ thuộc Ba Lan. Tuy nhiên, vì cuộc điều tra dân số năm 1919 xác định là 98% số dân của thành phố là người Đức, không có nhiều số dân Ba Lan, nên thành phố đã không đặt dưới chủ quyền của Ba Lan, mà, theo Hiệp ước Versailles, trở thành thành phố tự do Danzig, gần như một nước độc lập dưới sự che chở của Hội Quốc Liên với việc đối ngoại phần lớn dưới sự kiểm soát của Ba Lan. Điều này dẫn tới tình trạng rất căng thẳng giữa thành phố và Đệ nhị Cộng hòa Ba Lan (Rzeczpospolita Polska (1918-1939). Thành phố tự do có hiến pháp, quốc ca, nghị viện (Volkstag) cùng cơ quan cai trị (Senat) riêng, và cũng phát hành tem thư cũng như tiền tệ riêng.

Áp phích tuyên truyền của Đức quốc xã: "Danzig là của Đức".

Dân số Đức của thành phố tự do Danzig thích được tái sáp nhập vào nước Đức. Trong đầu thập niên 1930, đảng Quốc xã địa phương đã lợi dụng các tình cảm thân Đức này và năm 1933 thu được 50% phiếu bầu vào nghị viện. Sau đó, những người Quốc xã dưới quyền GauleiterAlbert Forster đã giành được sự thống trị trong cơ quan cai trị thành phố, cơ quan mà trên danh nghĩa do Cao ủy của Hội Quốc Liên giám sát. Những người Quốc xã yêu cầu trả lại Danzig cho Đức cùng với quốc lộ xuyên qua khu vực hành lang Ba Lan đặt dưới quyền lãnh ngoại (extraterritorial) (nghĩa là dưới quyền tài phán của Đức) làm đường bộ đi lại giữa các khu vực Đức đã bị phân chia cách tự nhiên sau Chiến tranh thế giới thứ nhất. Chính phủ Ba Lan đồng ý trên nguyên tắc đề nghị này, cho tới tháng 3 năm 1939 khi Liên minh quân sự Anh-Ba Lan hủy bỏ Hiệp ước bất tương xâm Đức-Ba Lan năm 1934, và chấm dứt thiện ý của Ba Lan về thương thuyết nhượng địa. Sau đó các quan hệ Ba Lan-Đức đã nhanh chóng xấu đi, thậm chí còn leo thang dẫn tới các cuộc đụng độ biên giới. Chính phủ Quốc xã Đức hiểu rằng sức mạnh quân sự của mình kém các lực lượng phối hợp Anh, Pháp, Ba Lan và Xô Viết, nên cuộc xâm chiếm Ba Lan ngày 1 tháng 9 chỉ thực hiện sau khi đã đạt được Hiệp ước Molotov–Ribbentrop vào cuối tháng 8, hy vọng sẽ thương thuyết giải pháp hòa bình với Anh và Pháp sau khi kết thúc các sự thù địch. Cuộc xâm lược Ba Lan này được coi như khởi đầu Chiến tranh thế giới thứ hai.
Chiến tranh thế giới thứ hai khởi đầu ở Danzig, bằng việc chiến hạm SMS Schleswig-Holstein của Đức oanh tạc các vị trí Ba Lan ở Westerplatte, và cuộc đổ bộ của bộ binh Đức lên bán đảo. Quân phòng thủ của Ba Lan ở Westerplatte đông hơn, đã kháng cự 7 ngày trước khi hết đạn dược. Trong lúc đó – sau một cuộc chiến đấu dữ dội suốt ngày (1.9.1939) – quân Ba Lan phòng thủ nhà Bưu điện đã bị giết và chôn ở một nơi trong khu Zaspa ở Danzig trong tháng 10 năm 1939. Để ăn mừng việc Westerplatte đầu hàng, đảng Quốc xã đã tổ chức một đêm diễu binh ngày 7 tháng 9 cùng với Adolf-Hitlerstrasse bị một thủy phi cơ Ba Lan cất cánh từ bán đảo Hel tình cờ tấn công. Thành phố bị Đức Quốc xã chính thức sáp nhập vào Reichsgau Danzig-West Prussia (tỉnh Danzig-Tây Phổ).
Phần lớn cộng đồng Do Thái Kehilla ở Danzig đã có thể chạy trốn Quốc xã ngay trước khi nổ ra chiến tranh. Cơ quan Gestapo đã theo dõi các cộng đồng người Ba Lan từ năm 1936, thu thập thông tin, mà năm 1939 được sử dụng để lập danh sách những người Ba Lan sẽ bị bắt trong cuộc hành quân Tannenberg. Trong ngày đầu tiên của chiến tranh có xấp xỉ 1.500 người Ba Lan đã bị bắt, một số vì tham gia các hoạt động kinh tế, xã hội; số khác vì họ là những người hoạt động tích cực và thành viên của các tổ chức Ba Lan khác nhau. Ngày 2.9.1939, có 150 người trong số họ đã bị đày tới Trại tập trung Stutthof cách Danzig khoảng 30 dặm và bị giết. Nhiều người Ba Lan cư ngụ ở Danzig đã bị đày tới trai tập trung Stutthof hoặc bị xử tử trong rừng Piaśnica.
Năm 1941, chế độ Quốc xã mở cuộc xâm lăng Liên Xô, cuối cùng gây ra tai họa chiến tranh chống lại mình. Năm 1944 khi Quân đội Xô viết tiến tới, dân Đức ở Trung Âu và Đông Âu đã chạy trốn, đưa đến kết quả là bắt đầu một việc thay đổi dân số lớn. Sau cuộc tấn công cuối cùng của quân đội Xô viết khởi sự từ tháng 1 năm 1945, hàng trăm ngàn người Đức đã di cư, nhiều người từ Đông Phổ đã đi bộ tới Danzig (xem cuộc di tản của Đông Phổ). Rất nhiều người tìm cách chạy trốn qua cổng thành tới các tàu thủy và tàu chở hàng. Một số tàu đã bị quân đội Xô viết đánh chìm, trong đó có tàu MV Wilhelm Gustloff. Trong quá trình này, hàng chục ngàn người di cư đã bị giết.
Thành phố cũng đã bị Đồng Minh và Liên Xô ném bom nhiều. Những người sống sót và không thể chạy trốn đã chạm trán quân đội Xô viết khi họ chiếm thành phố ngày 30.3.1945. Thành phố bị hư hại nặng. Phù hợp với các quyết định của Đồng Minh trong Hội nghị Yalta và Hội nghị Potsdam, thành phố trở thành trực thuộc Ba Lan. Các cư dân Đức trong thành phố còn sống sót sau chiến tranh thì chạy trốn hoặc bị trục xuất cưỡng bách về Đức, và thành phố được người Ba Lan tới cư ngụ, nhiều người trong số họ bị Liên Xô trục xuất từ vùng Kresy.

### Thời nay

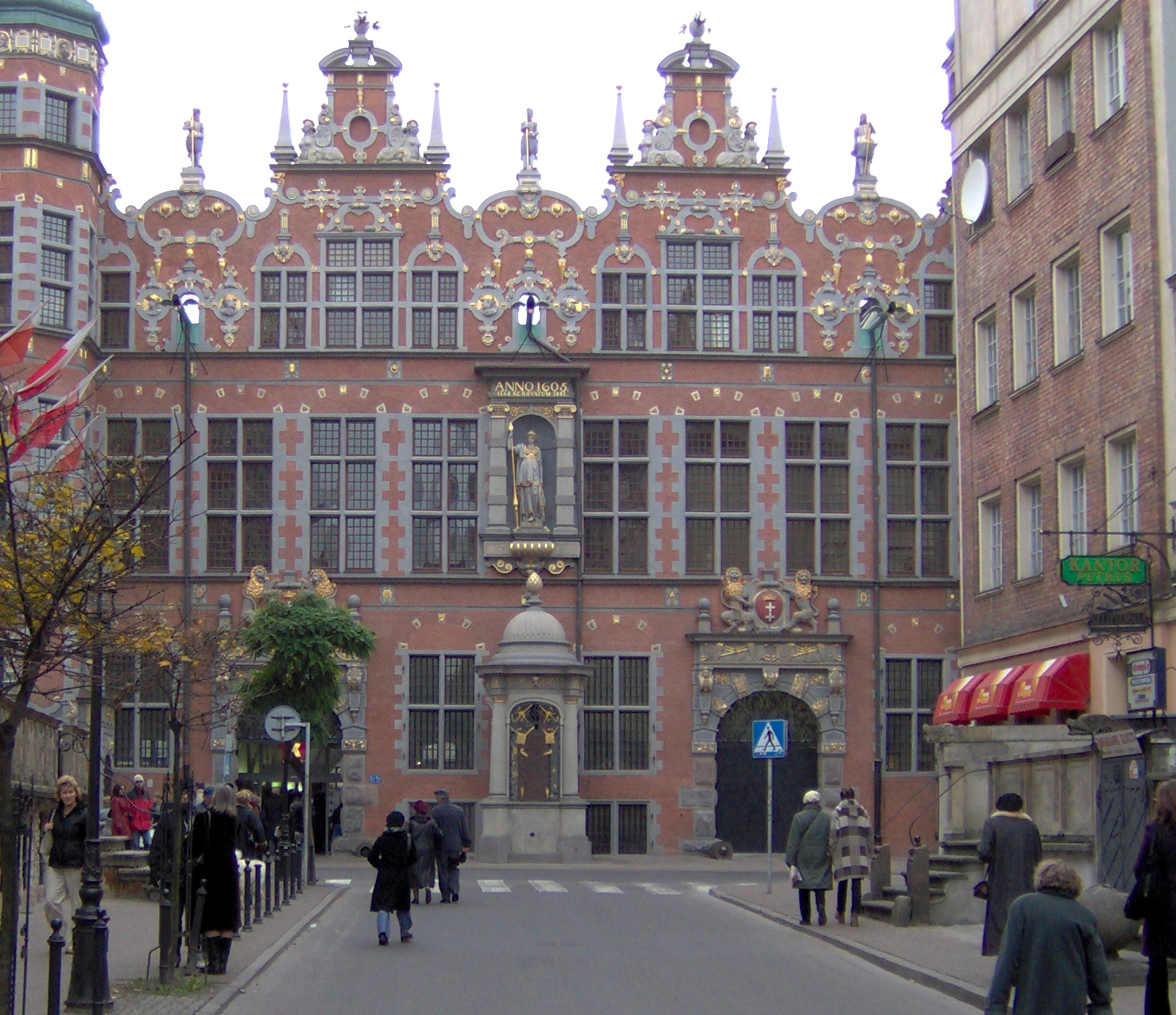
Mẫu của các tòa nhà kiểu kiến trúc Hà Lan được xây dựng lại ở thành phố chính sau chiến tranh thế giới - Old Arsenal của Anthony van Obberghen, Jan Strakowski và Abraham van den Blocke, 1602 - 1605.

Thành cổ lịch sử của Gdańsk, bị quân đội Xô viết phá phần lớn, đã được xây dựng lại trong thập niên 1950 và 1960. Được thúc đẩy bằng việc đầu tư lớn vào việc phát triển cảng cùng 3 xưởng đóng tàu chính cho tham vọng của Liên Xô trong vùng biển Baltic, Gdańsk trở thành trung tâm đóng tàu và công nghiệp của nước Cộng hòa nhân dân Ba Lan.
Là một phần của chính sách hòa giải Đức-Ba Lan do thủ tướng Willy Brandt của Tây Đức chủ trương, Đức đã từ bỏ việc đòi lãnh thổ Gdańsk, và thành phố hoàn toàn sáp nhập vào Ba Lan được công nhận trong Hiệp ước Warszawa năm 1970. Việc này cũng được nước Đức thống nhất năm 1990 và 1991 xác nhận.
Ngày nay Gdańsk là cảng tàu thủy chính và điểm đến du lịch và nơi tổ chức nhiều cuộc hòa nhạc ngoài trời lớn, trong đó có David Gilmour và Jean Michel Jarre của Pink Floyd. Ban nhạc rock Queen tổ chức một buổi hòa nhạc ở xưởng đóng tàu trong tháng 10 năm 2008.
Wikimania 2010 — Hội nghị Wikimedia hàng năm lần thứ 6 - dự trù sẽ diễn ra tại Polish Baltic Philharmonic ở Gdańsk, từ ngày 9-11 tháng 7 năm 2010.

## Khí hậu
| Dữ liệu khí hậu của Gdańsk (1936–2011)  | Dữ liệu khí hậu của Gdańsk (1936–2011) | Dữ liệu khí hậu của Gdańsk (1936–2011) | Dữ liệu khí hậu của Gdańsk (1936–2011) | Dữ liệu khí hậu của Gdańsk (1936–2011) | Dữ liệu khí hậu của Gdańsk (1936–2011) | Dữ liệu khí hậu của Gdańsk (1936–2011) | Dữ liệu khí hậu của Gdańsk (1936–2011) | Dữ liệu khí hậu của Gdańsk (1936–2011) | Dữ liệu khí hậu của Gdańsk (1936–2011) | Dữ liệu khí hậu của Gdańsk (1936–2011) | Dữ liệu khí hậu của Gdańsk (1936–2011) | Dữ liệu khí hậu của Gdańsk (1936–2011) | Dữ liệu khí hậu của Gdańsk (1936–2011) |
| Tháng                                   | 1                                      | 2                                      | 3                                      | 4                                      | 5                                      | 6                                      | 7                                      | 8                                      | 9                                      | 10                                     | 11                                     | 12                                     | Năm                                    |
| --------------------------------------- | -------------------------------------- | -------------------------------------- | -------------------------------------- | -------------------------------------- | -------------------------------------- | -------------------------------------- | -------------------------------------- | -------------------------------------- | -------------------------------------- | -------------------------------------- | -------------------------------------- | -------------------------------------- | -------------------------------------- |
| Cao kỉ lục °C (°F)                      | 15.0 (59.0)                            | 17.0 (62.6)                            | 20.0 (68.0)                            | 27.2 (81.0)                            | 31.1 (88.0)                            | 33.9 (93.0)                            | 36.1 (97.0)                            | 37.2 (99.0)                            | 34.0 (93.2)                            | 24.0 (75.2)                            | 15.0 (59.0)                            | 16.1 (61.0)                            | 37.2 (99.0)                            |
| Trung bình ngày tối đa °C (°F)          | 0.4 (32.7)                             | 1.0 (33.8)                             | 5.1 (41.2)                             | 10.6 (51.1)                            | 15.8 (60.4)                            | 19.5 (67.1)                            | 21.5 (70.7)                            | 21.2 (70.2)                            | 17.1 (62.8)                            | 11.7 (53.1)                            | 5.7 (42.3)                             | 2.1 (35.8)                             | 10.9 (51.6)                            |
| Trung bình ngày °C (°F)                 | −2.0 (28.4)                            | −1.8 (28.8)                            | 1.4 (34.5)                             | 6.1 (43.0)                             | 11.1 (52.0)                            | 14.9 (58.8)                            | 17.1 (62.8)                            | 16.7 (62.1)                            | 12.9 (55.2)                            | 8.3 (46.9)                             | 3.3 (37.9)                             | −0.1 (31.8)                            | 7.3 (45.1)                             |
| Tối thiểu trung bình ngày °C (°F)       | −4.7 (23.5)                            | −4.7 (23.5)                            | −1.9 (28.6)                            | 1.8 (35.2)                             | 6.2 (43.2)                             | 9.9 (49.8)                             | 12.4 (54.3)                            | 12.1 (53.8)                            | 8.8 (47.8)                             | 5.0 (41.0)                             | 1.0 (33.8)                             | −2.4 (27.7)                            | 3.6 (38.5)                             |
| Thấp kỉ lục °C (°F)                     | −31.0 (−23.8)                          | −30.0 (−22.0)                          | −24.0 (−11.2)                          | −9.0 (15.8)                            | −4.0 (24.8)                            | −1.0 (30.2)                            | 3.0 (37.4)                             | 0.0 (32.0)                             | −2.0 (28.4)                            | −7.2 (19.0)                            | −17.0 (1.4)                            | −22.0 (−7.6)                           | −31.0 (−23.8)                          |
| Lượng Giáng thủy trung bình mm (inches) | 24.3 (0.96)                            | 20.9 (0.82)                            | 22.2 (0.87)                            | 22.9 (0.90)                            | 31.5 (1.24)                            | 47.7 (1.88)                            | 96.3 (3.79)                            | 84.3 (3.32)                            | 110.0 (4.33)                           | 53.2 (2.09)                            | 45.5 (1.79)                            | 42.1 (1.66)                            | 601.0 (23.66)                          |
| Nguồn: Climatebase.ru                   |                                        |                                        |                                        |                                        |                                        |                                        |                                        |                                        |                                        |                                        |                                        |                                        |                                        |

## Kinh tế
Các khu vực công nghiệp của thành phố nổi trội hơn cả là công nghiệp đóng tàu, công nghiệp hóa dầu, công nghiệp hóa chất và chế biến thực phẩm. Phần khu vực công nghệ cao như điện tử, viễn thông, IT, mỹ phẩm và dược phẩm đang tăng trưởng.
Gdańsk cũng là điểm du lịch mùa hè hấp dẫn đối với hàng triệu người Ba Lan và các công dân châu Âu, kéo tới các bãi biển trên bờ biển Baltic.
Các công ty lớn ở Gdańsk:
- Grupa Lotos- năng lượng
- Energa Trading – năng lượng
- GE Money Bank – tài chính
- Gdańska Stocznia Remontowa – đóng tàu thủy
- Elnord – năng lượng
- Elektrociepłownie Wybrzeże – năng lượng
- LPP – bán lẻ
- Polnord Energobudowa – công ty xây dựng
- Petrobaltic – năng lượng
- Delphi - automotive parts
- Intel - IT
- IBM - IT
- Fineos - IT
- Wirtualna Polska - dịch vụ internet
- Arla Foods - chế biến thực phẩm
- Acxiom - IT
- Kainos - IT
- Dr. Oetker - chế biến thực phẩm
- Lufthansa Systems - IT
- Compuware - IT
- ZenSar Technologies - IT
- SII - IT
- Suruga Seiki - IT
- Thomson Reuters - truyền thông đại chúng
- ThyssenKrupp Johann A. Krause - steel, engineering, capital goods
- Maersk Line - services & pick-up
- First Data – tài chính
- Masterlease – tài chính
- Transcom WorldWide - business processing outsourcing
- Jysk – bán lẻ
- Meritum Bank – tài chính
- Glencore – nguyên liệu
- Orlen Morena – năng lượng
- Fosfory Ciech – công ty hóa chất
- Crist – đóng tàu
- Dr Cordesmeyer – xay bột
- Hydrobudowa – công ty xây dựng
- Mercor - hệ thống phòng hỏa
- Cognor - steel, engineering, capital goods
- Llentabhallen - steel constructions
- Atlanta Poland - nhập cảng trái cây khô và hạt khô
- Ziaja – công ty mỹ phẩm
- Stabilator – công ty xây dựng
- Skanska – công ty xây dựng
- Young Digital Planet - IT
- Flügger - sản xuất sơn
- Satel - hệ thống an toàn, IT
- HD heavy duty - retail
- Dresser Wayne - hệ thống bán lẻ xăng dầu
- Maersk Line - services & pick-up
- First Data – tài chính
- Masterlease – tài chính
- Transcom WorldWide - business processing outsourcing
- Weyerhaeuser Cellulose Fibers - sản xuất sợi cellulose (planned)
- Sony Pictures Entertainment - (planned)
- xưởng đóng tàu Gdańsk – đóng tàu
- Stocznia Północna – đóng tàu

## Các thắng cảnh

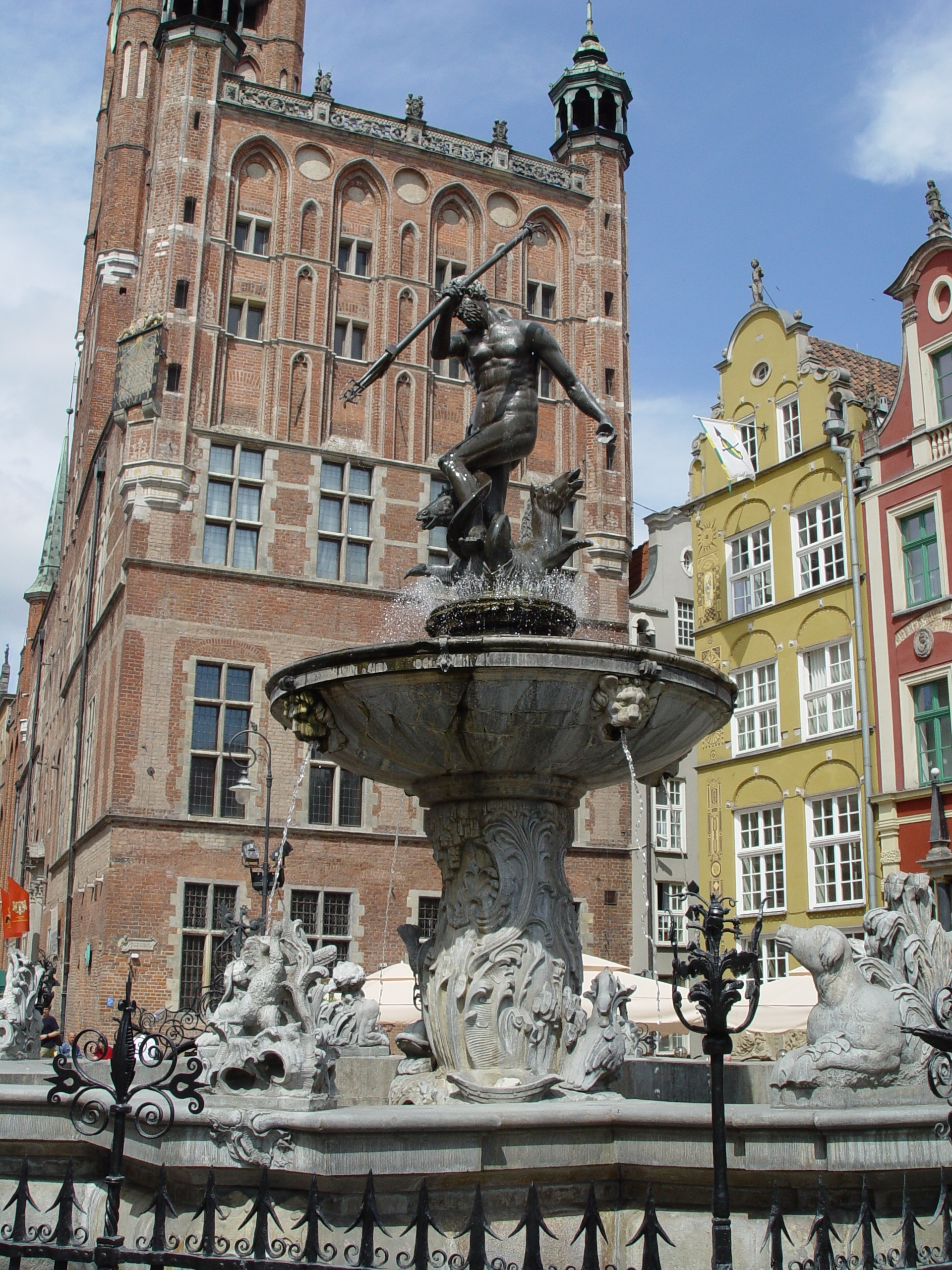
Giếng phun nước Neptune ở trung tâm Long Market, một tuyệt tác phẩm của kiến trúc sư Hà Lan Abraham van den Blocke, 1617.

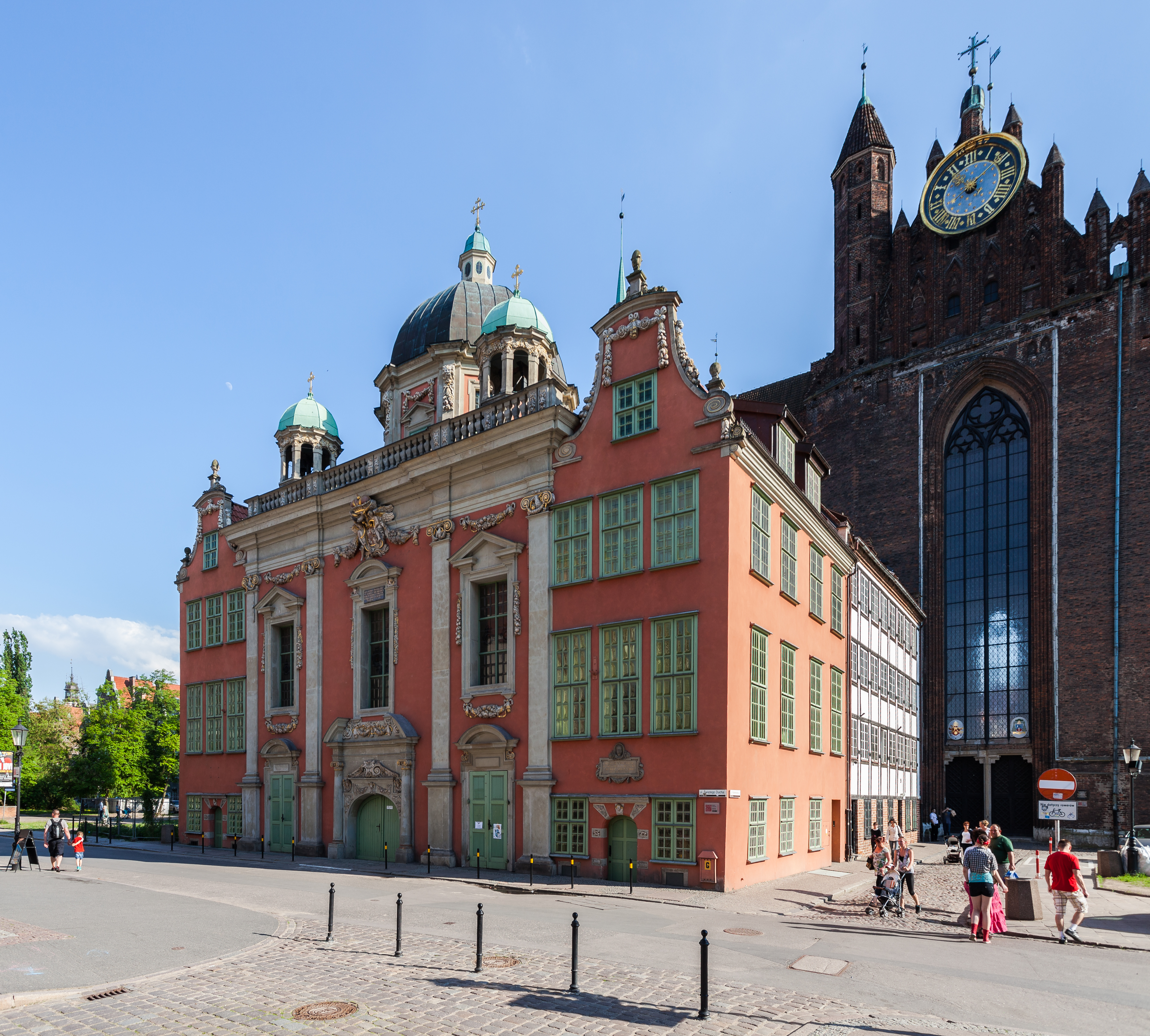
Nhà nguyện Hoàng gia của vua Ba Lan John III Sobieski được xây theo kiểu baroque từ năm 1678-1681 bởi Tylman Gamerski.

Thành phố có nhiều tòa nhà đẹp từ thời Liên minh Hanse. Các tòa nhà hấp dẫn du khách nhất nằm dọc theo hoặc ở gần Ulica Długa (Long Street) và Długi Targ (Long Market), một đường phố lớn cho người đi bộ bao quanh bởi các tòa nhà được tái thiết theo lối kiến trúc lịch sử (chủ yếu thế kỷ 17th) và 2 đầu đường có các cổng thành cầu kỳ. Khu này của thành phố đôi khi được nói tới như Đường Hoàng gia, nơi rước vua tới thăm trước kia.
Đi bộ từ đầu này tới đầu kia, còn gặp các cảnh ở bên hoặc ở gần Đường Hoàng gia, trong đó có:
- Upland Gate (Brama Wyżynna)
- Torture House (Katownia)
- Prison Tower (Wieża więzienna)
- Golden Gate (Złota Brama)
- Long Street (Ulica Długa)
  - Uphagen House (Dom Uphagena)
  - Main Town Hall (Ratusz Głównego Miasta)
- Long Market (Długi Targ)
  - Artus' Court (Dwór Artusa)
  - Neptune Fountain (Fontanna Neptuna)
  - Golden House (Złota kamienica)
- Green Gate (Zielona Brama)

Gdańsk có nhiều nhà thờ lịch sử:
- Nhà thờ thánh Bridget
- Nhà thờ thánh Catherine
- Nhà thờ thánh Gioan
- Nhà thờ Đức Bà (Bazylika Mariacka), một nhà thờ của thị xã được xây từ thế kỷ 15, là nhà thờ bằng gạch lớn nhất thế giới.
- Nhà thờ thánh Nicholas
- Nhà thờ Chúa Ba Ngôi

Tàu bảo tàng SS Soldek thả neo trên sông Motława, là tàu thủy đầu tiên của Ba Lan được đóng sau chiến tranh.
Trong thế kỷ 16, Gdańsk đã đón đoàn kịch Shakespeare khi lưu diễn nước ngoài, và Danzig Research Society (Hội nghiên cứu Danzig) được thành lập năm 1743 là một trong số hội đầu tiên loại này. Gần đây, có Fundation Theatrum Gedanensis nhằm mục tiêu xây dựng lại nhà hát Shakespeare ở địa điểm lịch sử trước đây. Hy vọng Gdańsk sẽ có một nhà hát tiếng Anh thường xuyên, vì hiện nay chỉ có một liên hoan Shakespeare hàng năm.

## Vận tải

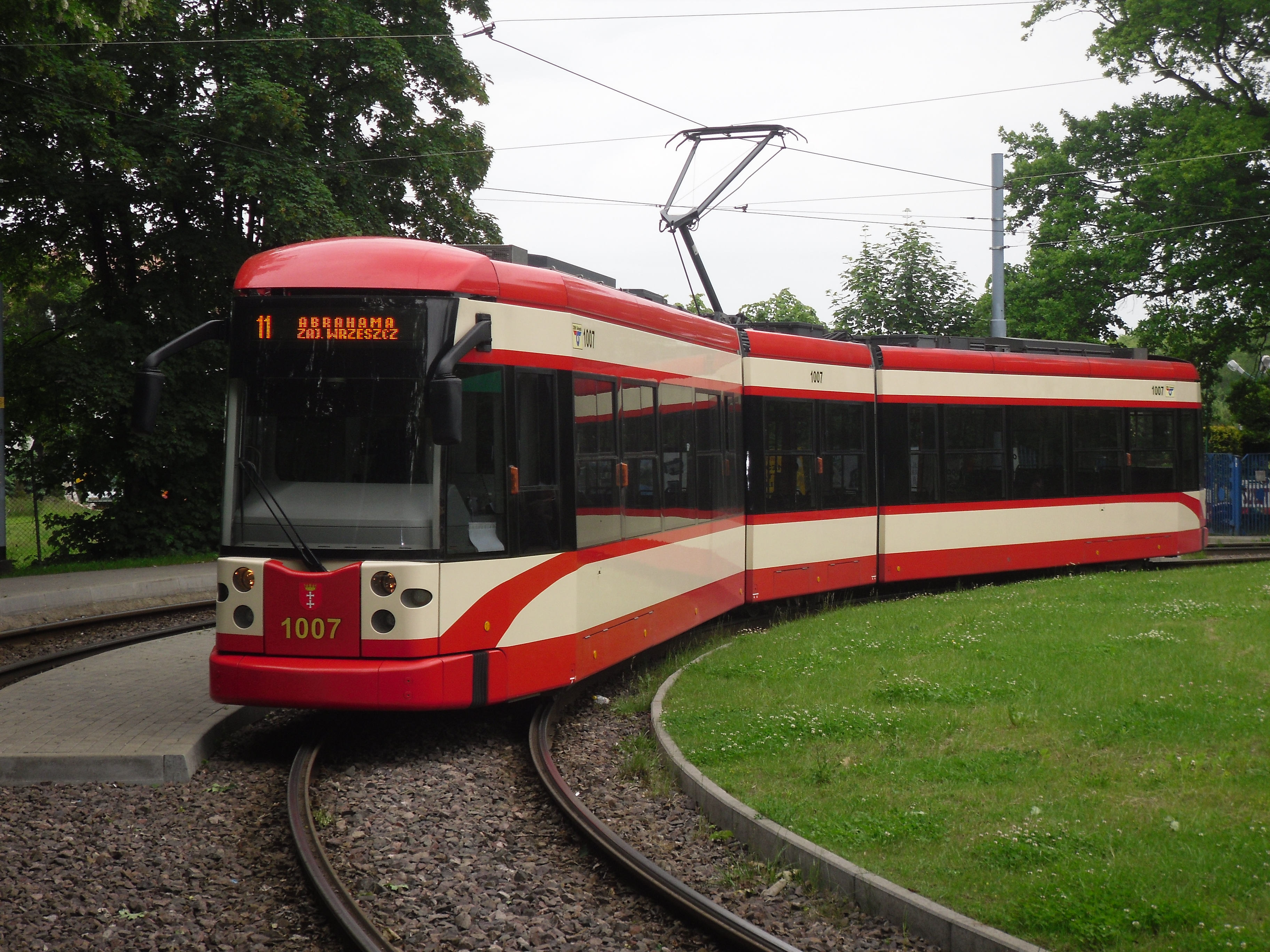
xe điện Gdańsk - Bombardier NGT6.

- Sân bay Gdańsk Lech Wałęsa - một sân bay quốc tế của Gdańsk.
- Cảng Gdańsk - hải cảng trên bờ phía nam của Vịnh Gdańsk.
- Gdańsk Główny (PKP station) – nhà ga xe lửa chính với PKP Intercity và dịch vụ SKM service;
- Szybka Kolej Miejska - một dịch vụ vận chuyển của Ba thành phố.
- Xe bus và xe điện điều hành bởi ZTM Gdańsk (Zarząd Transportu Miejskiego w Gdańsku).
- Obwodnica Trojmiejska - thuộc expressway S6 hoạt động vòng qua 3 thành phố Gdynia, Sopot và Gdańsk.

## Giáo dục và Khoa học

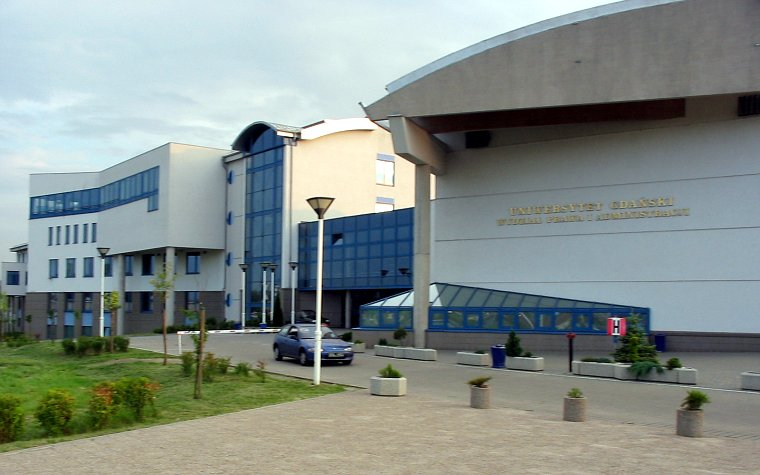
Đại học Gdańsk, Phân khoa Luật và Hành chính

Thành phố có 14 trường đại học với tổng số 60.436 sinh viên, trong đó có 10.439 tốt nghiệp năm 2001.
- Đại học Gdańsk (Uniwersytet Gdański)
- Đại học Công nghệ Gdańsk (Politechnika Gdańska)
- Đại học Y khoa Gdańsk (Gdański Uniwersytet Medyczny)
- Học viện giáo dục thân thể và Thể thao Gdansk (Akademia Wychowania Fizycznego i Sportu im. Jędrzeja Śniadeckiego)
- Học viện âm nhạc (Akademia Muzyczna im. Stanisława Moniuszki)
- Học viện Nghệ thuật (Akademia Sztuk Pięknych)
- Instytut Budownictwa Wodnego PAN
- Ateneum –  Szkoła Wyższa
- Gdańska Wyższa Szkoła Humanistyczna
- Gdańska Wyższa Szkoła Administracji
- Wyższa Szkoła Bankowa
- Wyższa Szkoła Społeczno-Ekonomiczna
- Wyższa Szkoła Turystyki i Hotelarstwa w Gdańsku
- Wyższa Szkoła Zarządzania

### Các tổ chức vùng và Khoa học
- Hội Khoa học Gdańsk
- Viện Baltic (Instytut Bałtycki), thành lập năm 1925 ở Toruń, từ 1946 (?) ở Gdańsk
- TNOiK - Towarzystwo Naukowe Organizacji i Kierowania (Scientific Society for Organization and Management) O/Gdańsk
- IBNGR - Instytut Badań nad Gospodarką Rynkową (Viện Kinh tế thị trường Gdańsk) [47]

### Các thành phố kết nghĩa
Gdańsk là thành phố kết nghĩa với:[theo thứ tự niên đại]
| - Bremen của Đức (since 1976) - Turku của Phần Lan (since 1987) - Barcelona của Tây Ban Nha (since 1990) - Cleveland của Hoa Kỳ (since 1990) - Kalmar của Thụy Điển (since 1991) - Helsingør của Đan Mạch (since 1992) - Marseille của Pháp (since 1992) | - Rouen ở Pháp (since 1992) - Kaliningrad của Nga (since 1993) - Sefton của Vương quốc Anh (since 1993) - Sankt-Peterburg của Nga (since 1993) - Astana của Kazakhstan (since 1996) - Odessa của Ukraina (since 1996) | - Rotterdam của Hà Lan (since 1998) - Vilnius của Litva (since 1998) - Nice của Pháp (since 1999) - Thượng Hải, Trung quốc (since 2004) - Palermo, Ý (since 2005) - Bytów của Ba Lan (since 2007) |

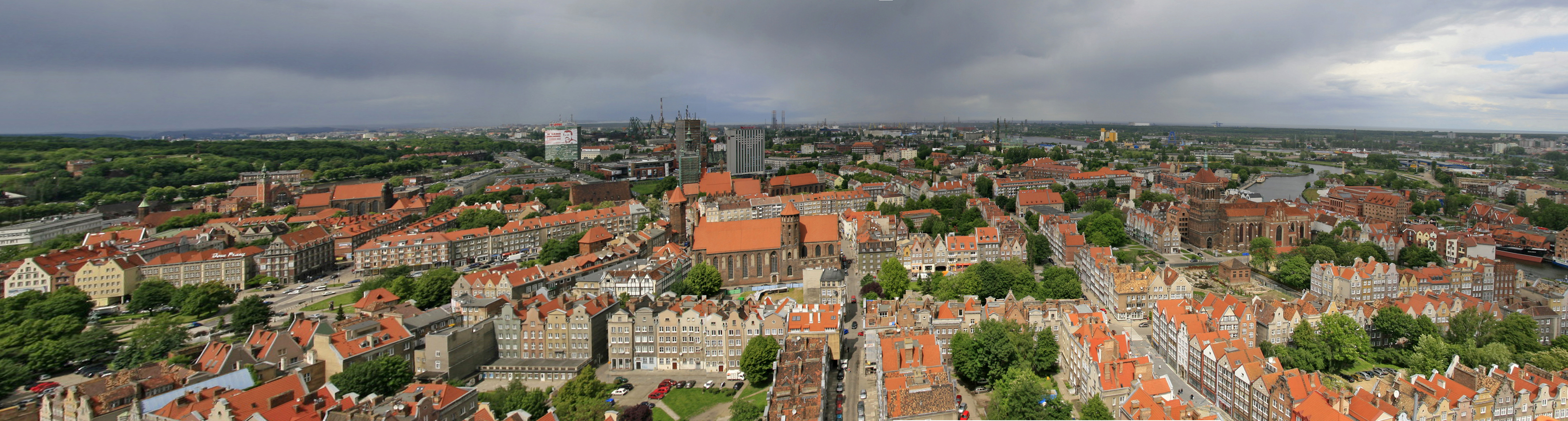
Toàn cảnh Gdańsk

## Hình ảnh

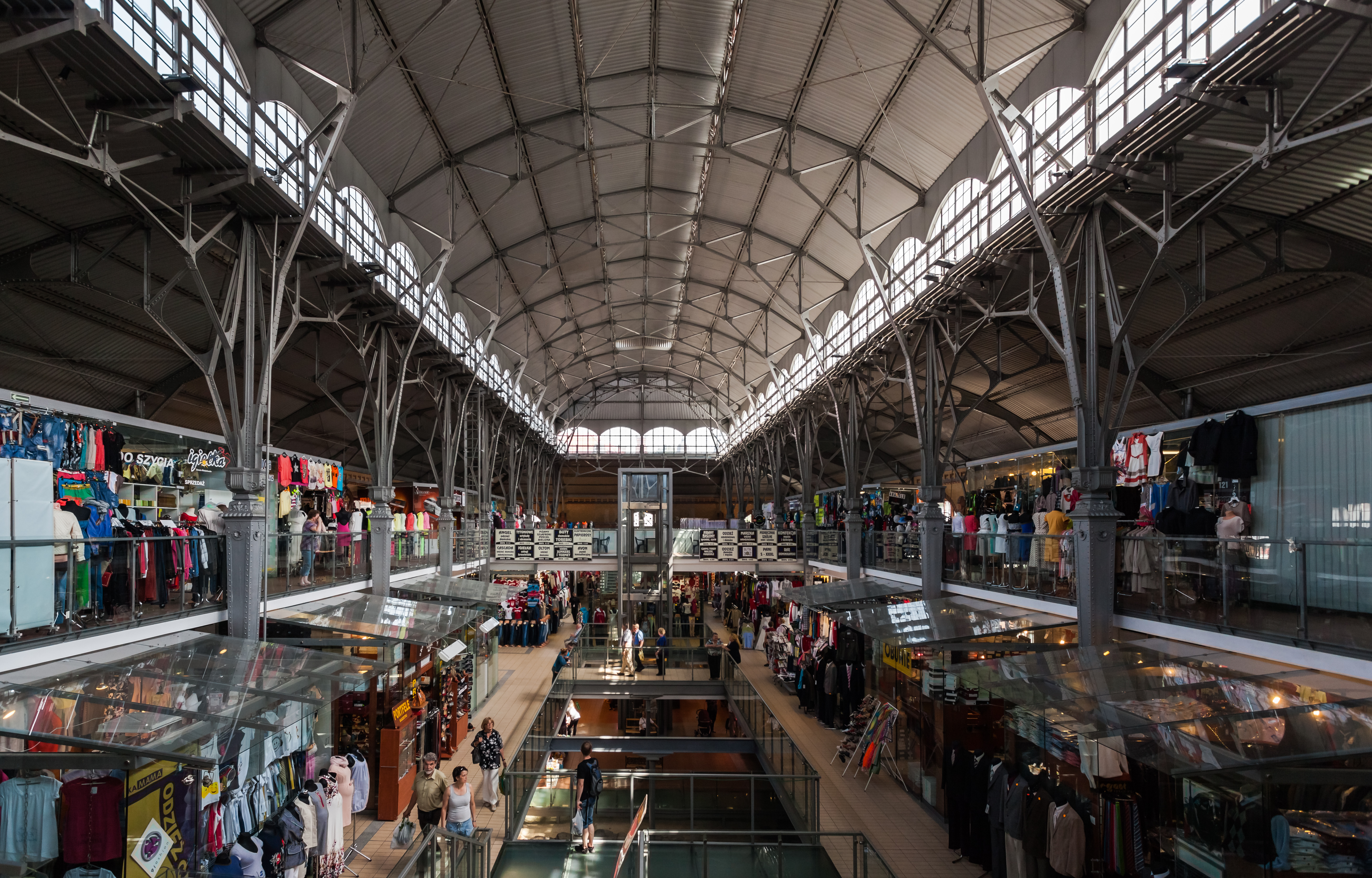
Sảnh chợ Hala Targowa Gdańsk
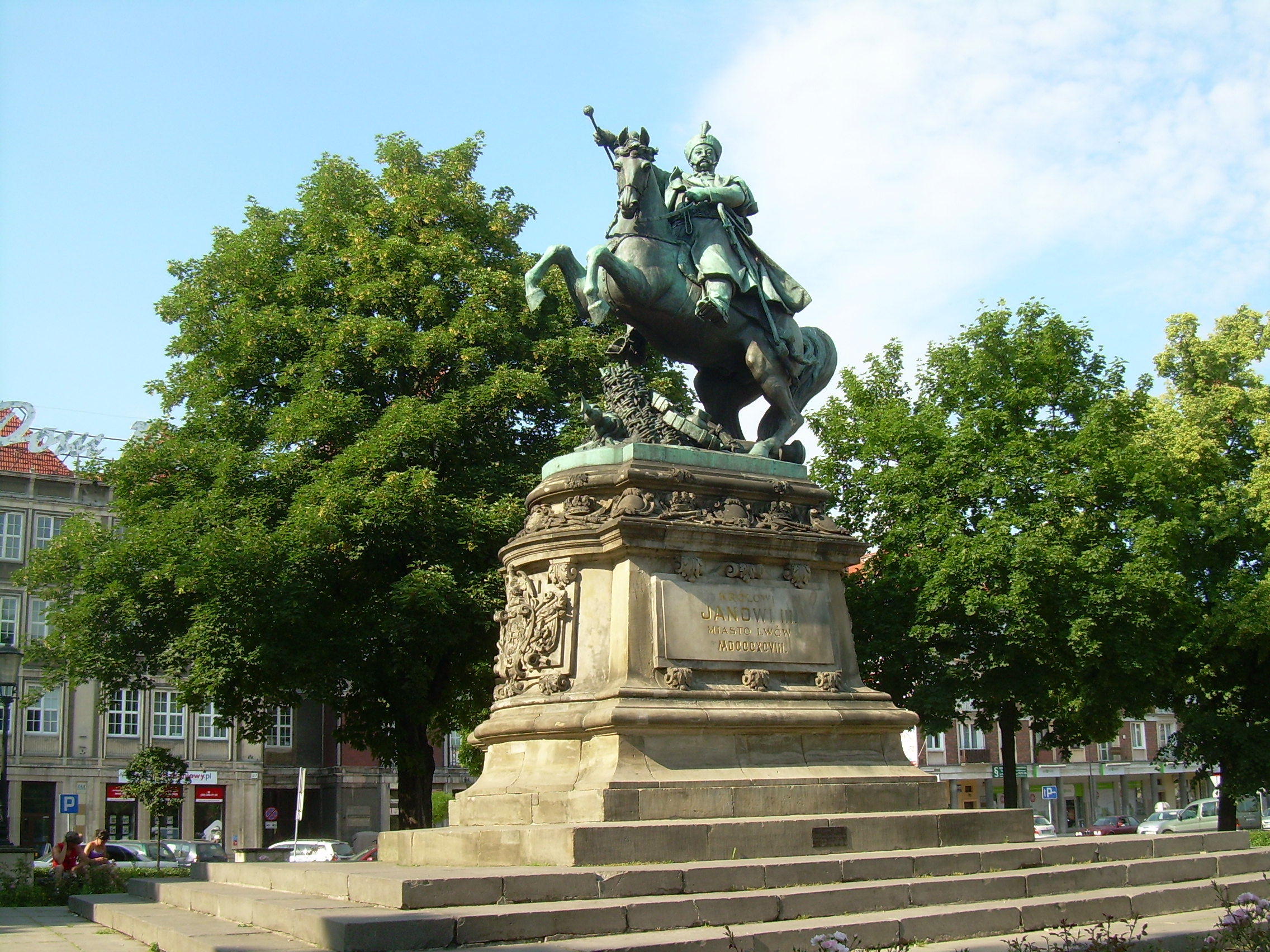
Tượng đài John III Sobieski ở Gdańsk
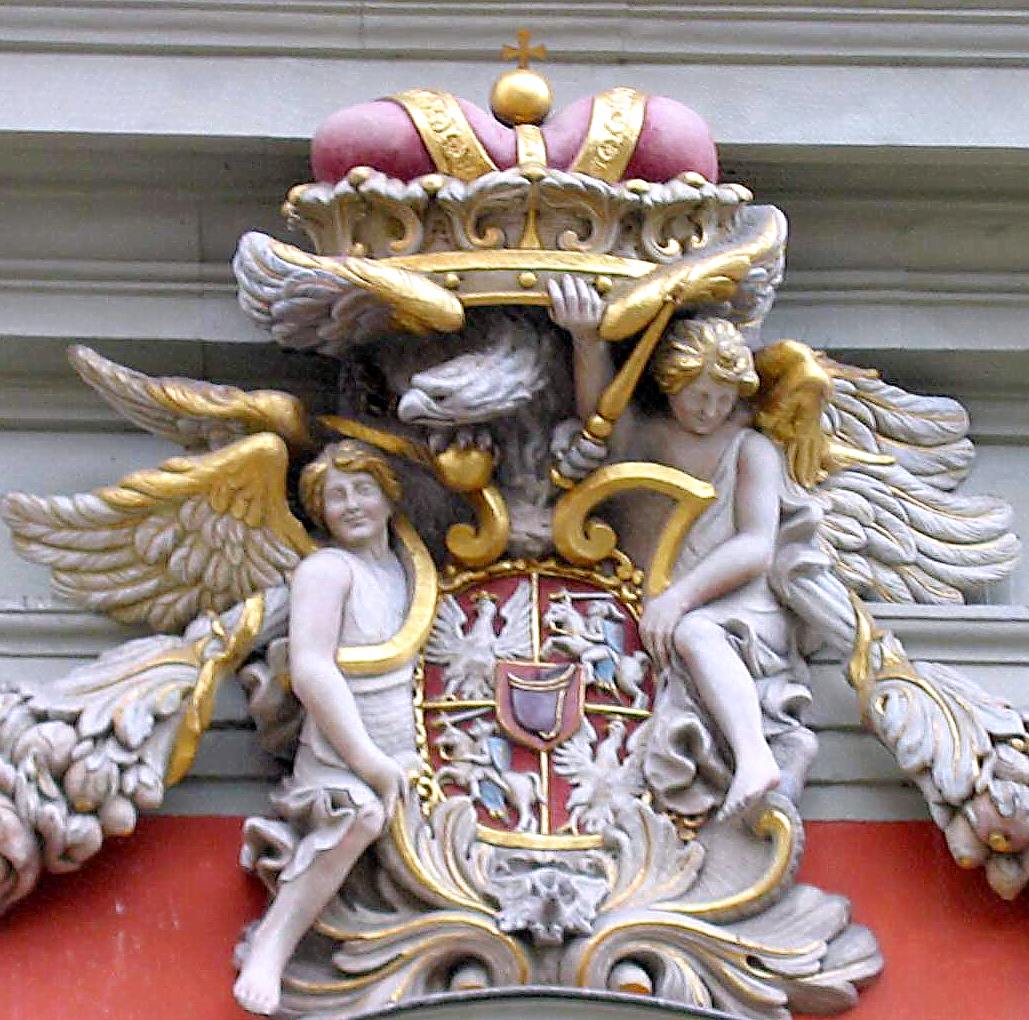
Phù hiệu của John III Sobieski
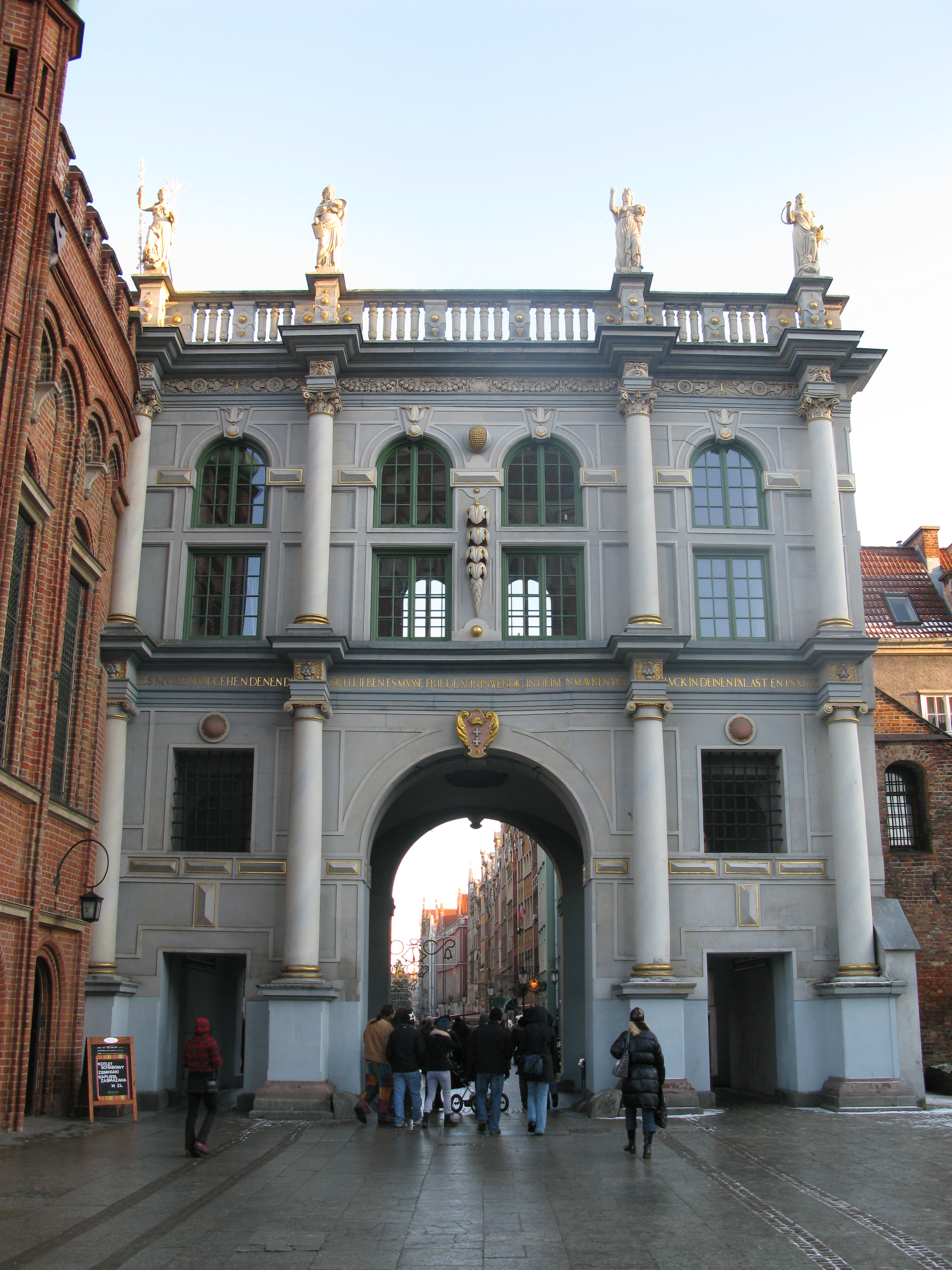
Cổng vàng Złota Brama
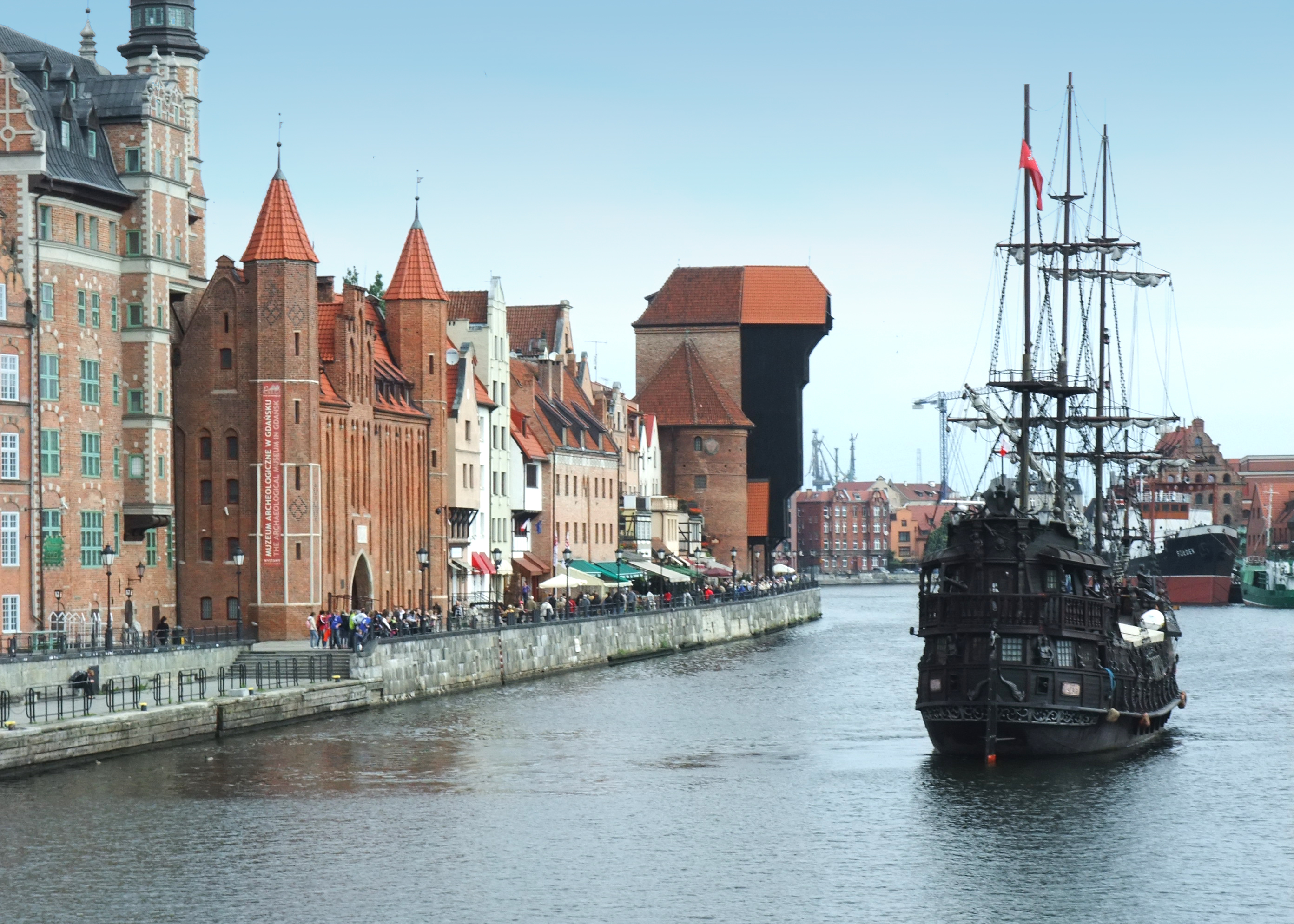
Cảng thời trung cổ Żuraw
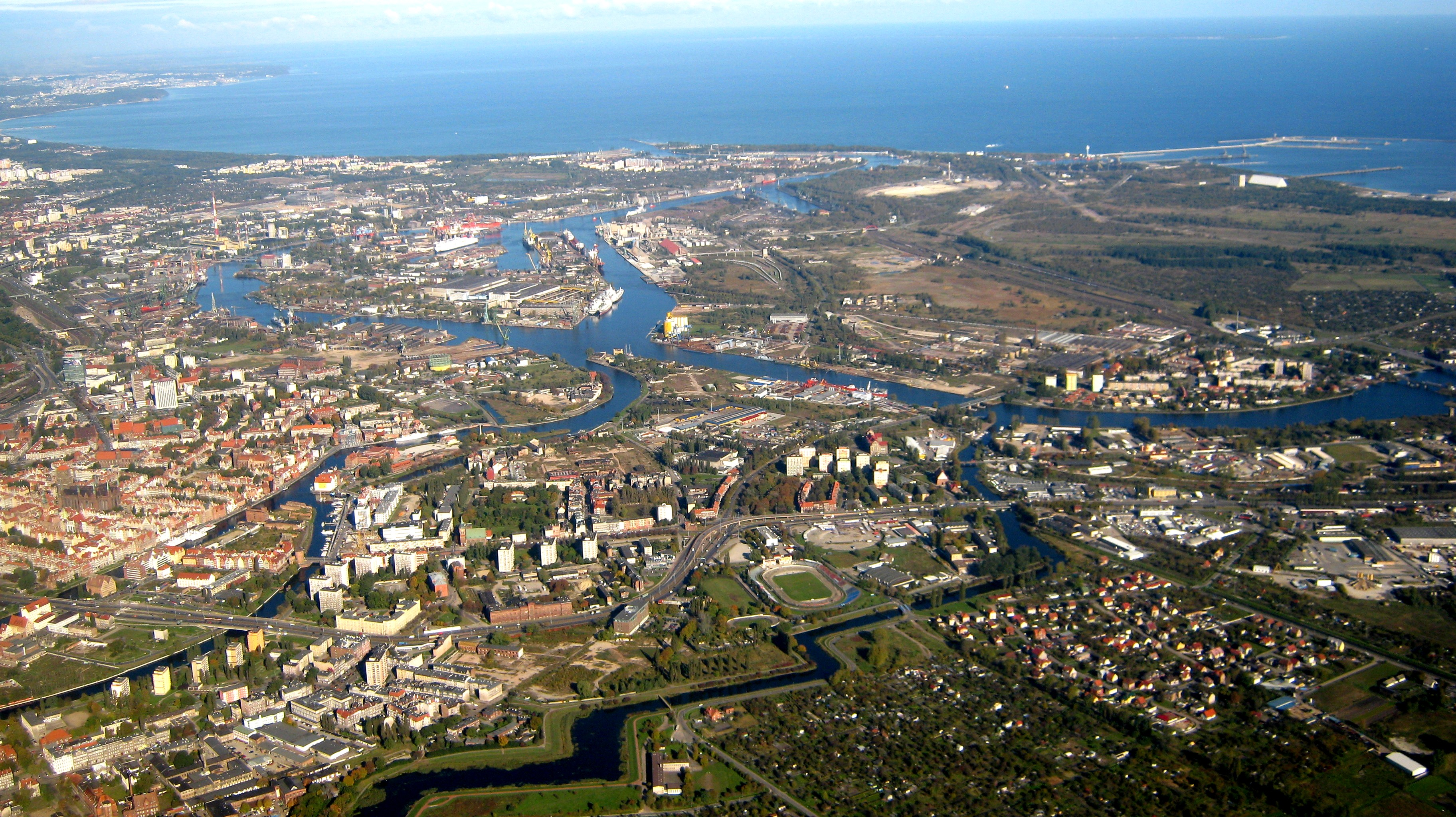
Trung tâm Gdańsk
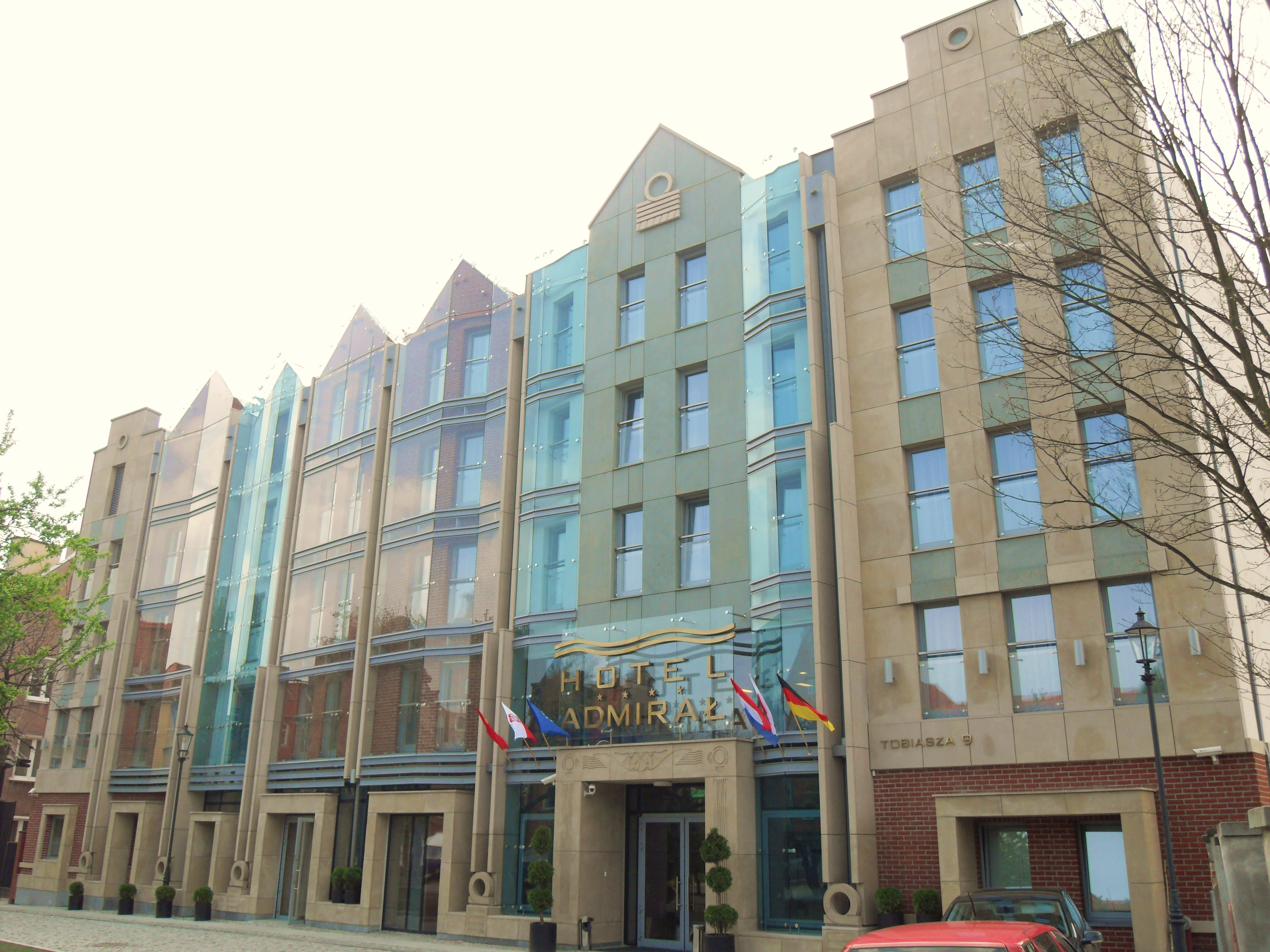
Khách sạn Admirał ở Gdańsk
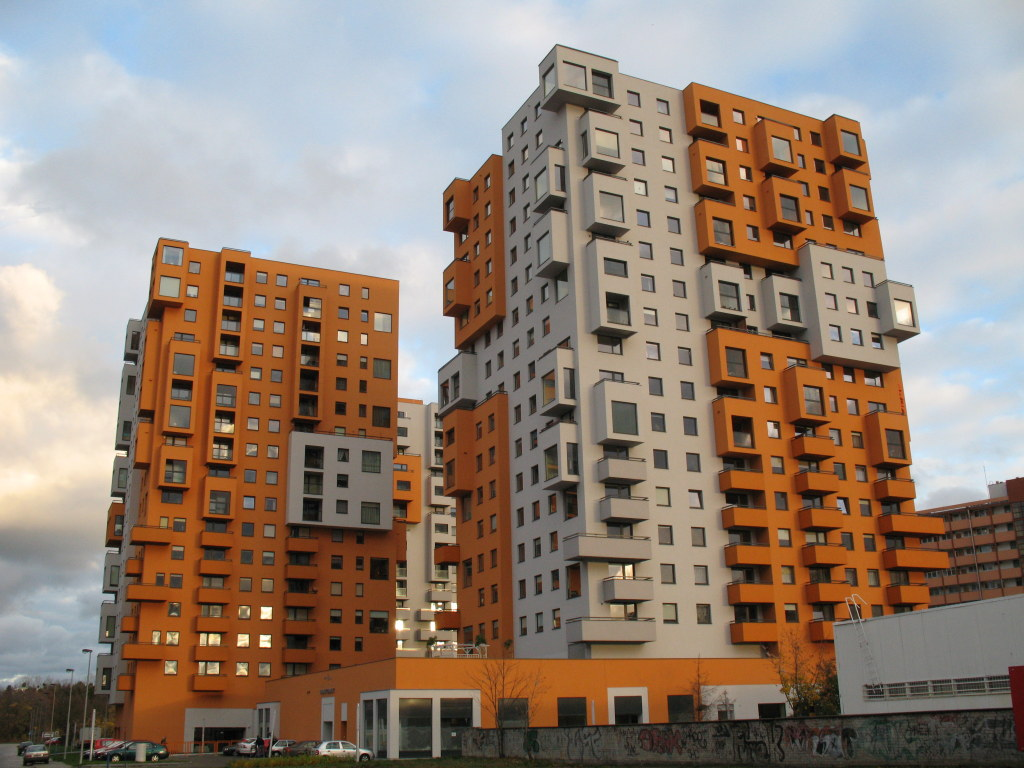
Đường Obrońców Wybrzeża
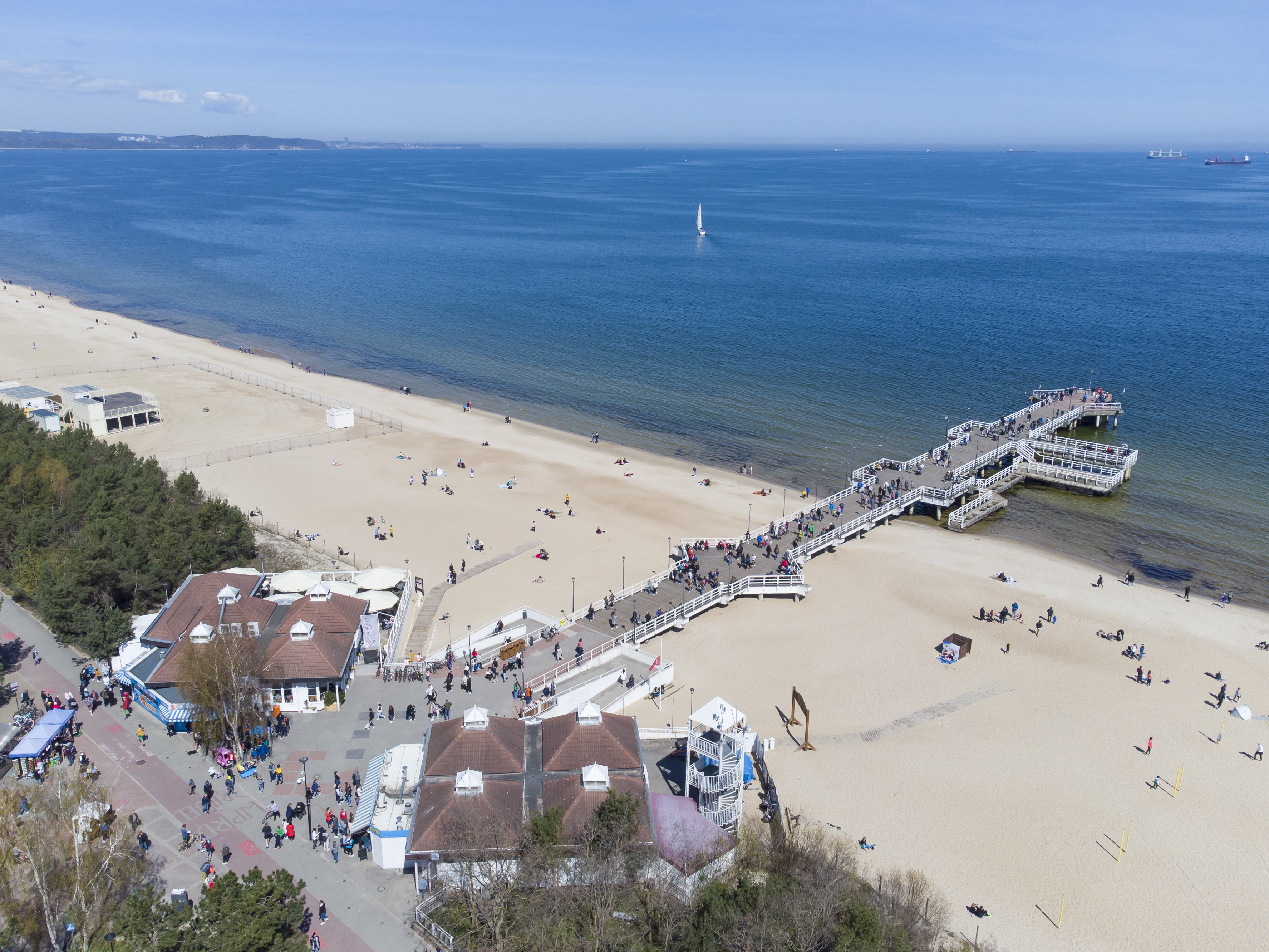
Cảng Molo ở Brzeźno-Gdańsk
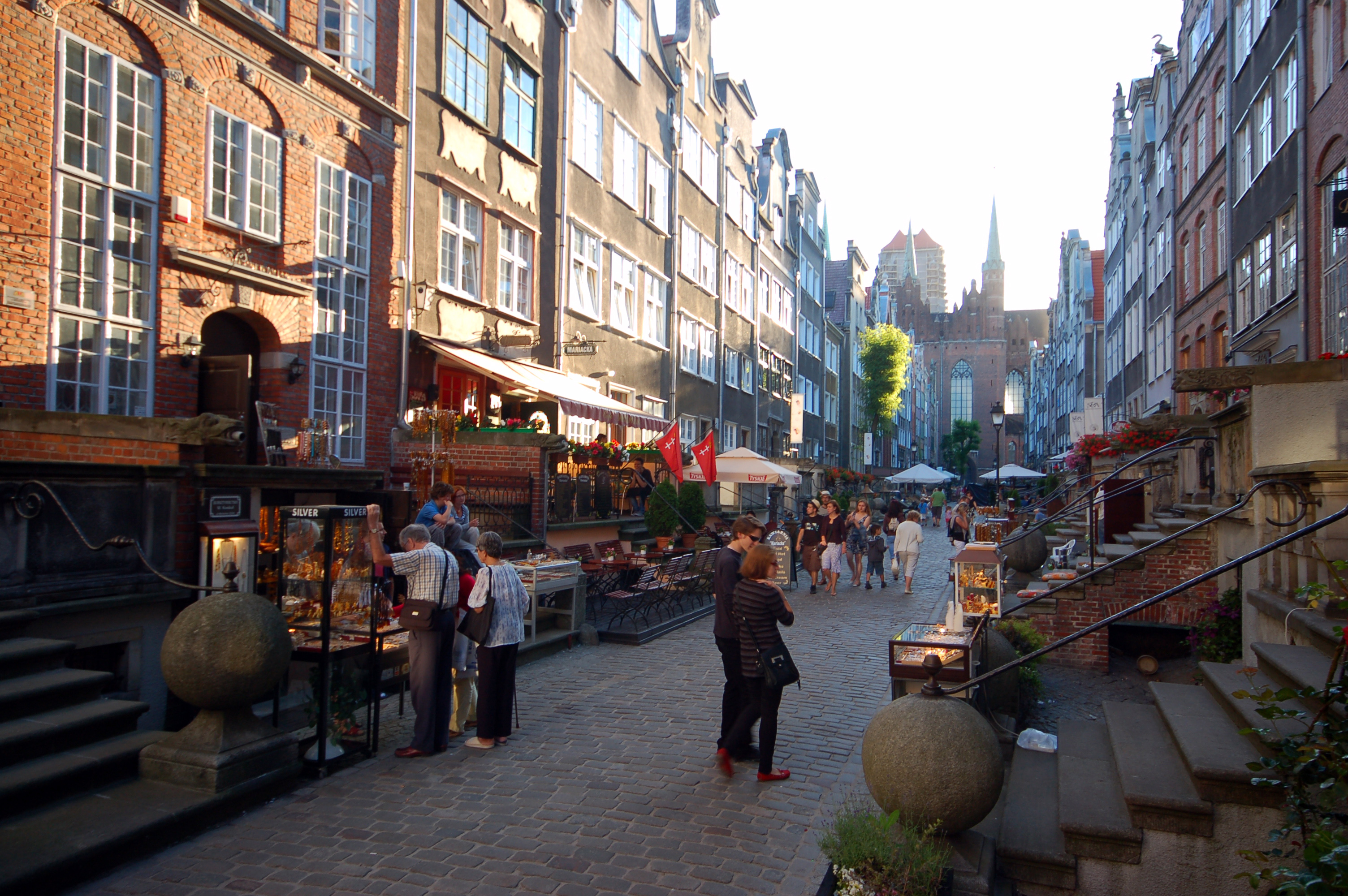
Đường Mariacka
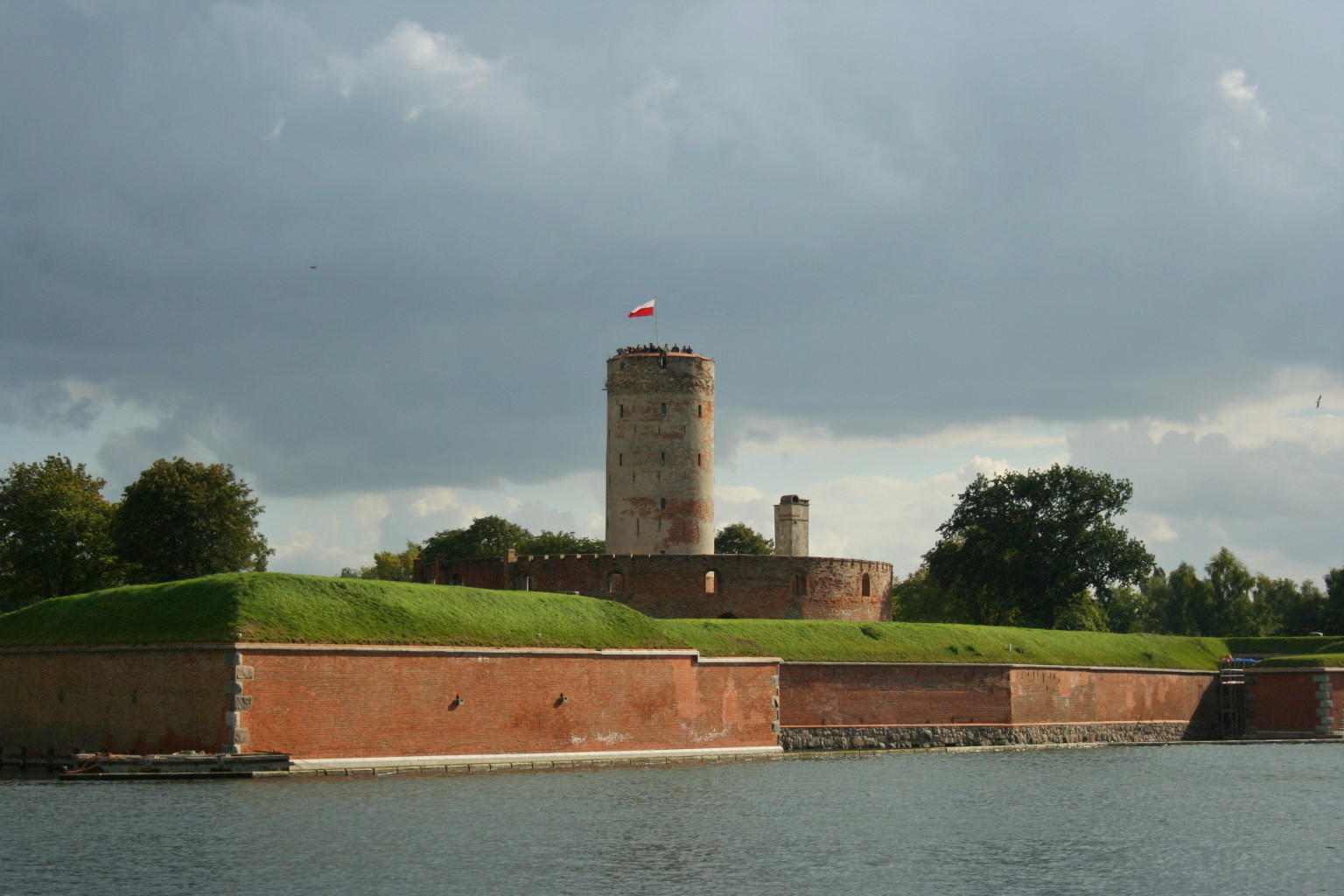
Pháo đài Wisłoujście
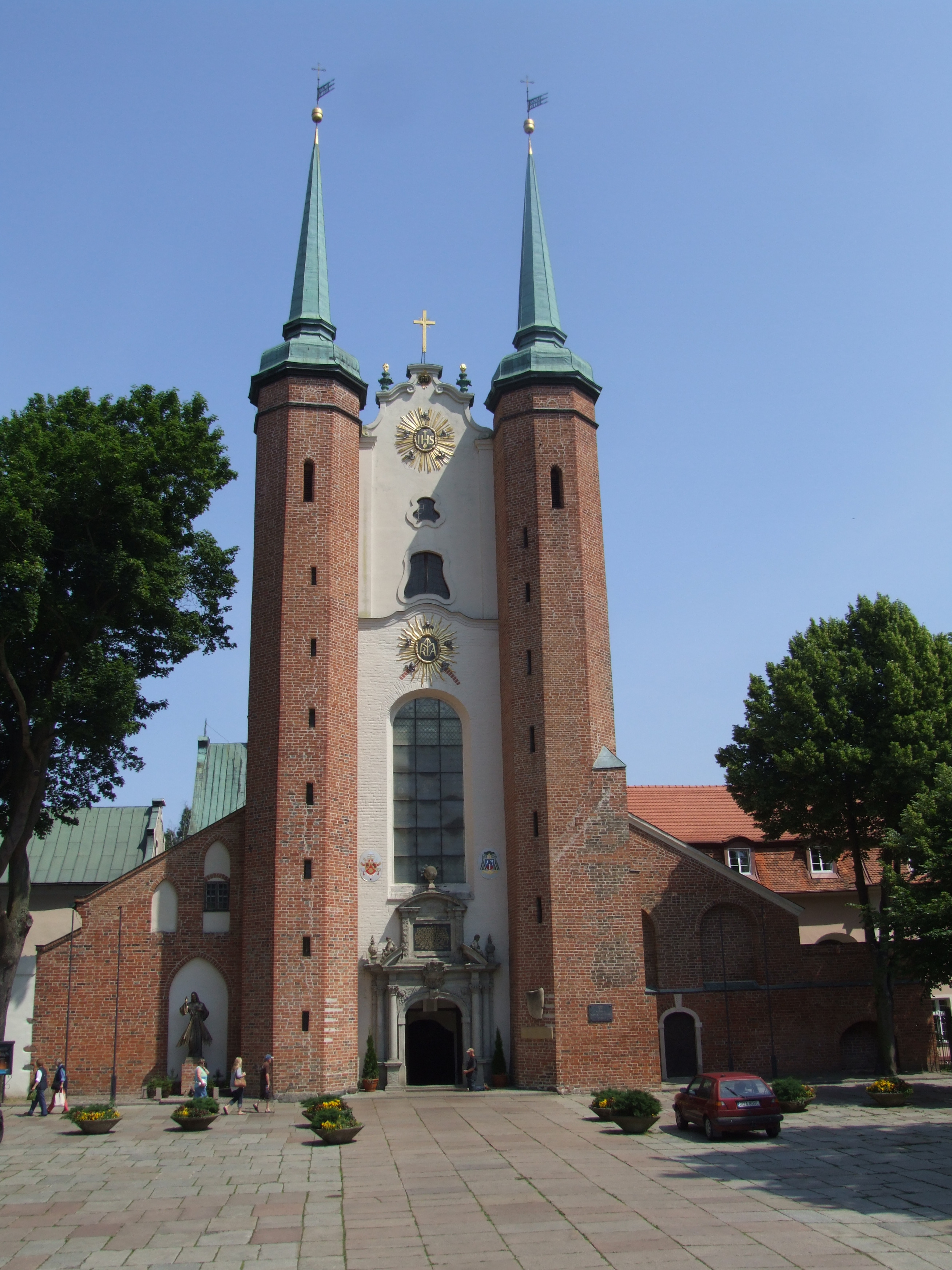
Nhà thờ lớn Oliwa
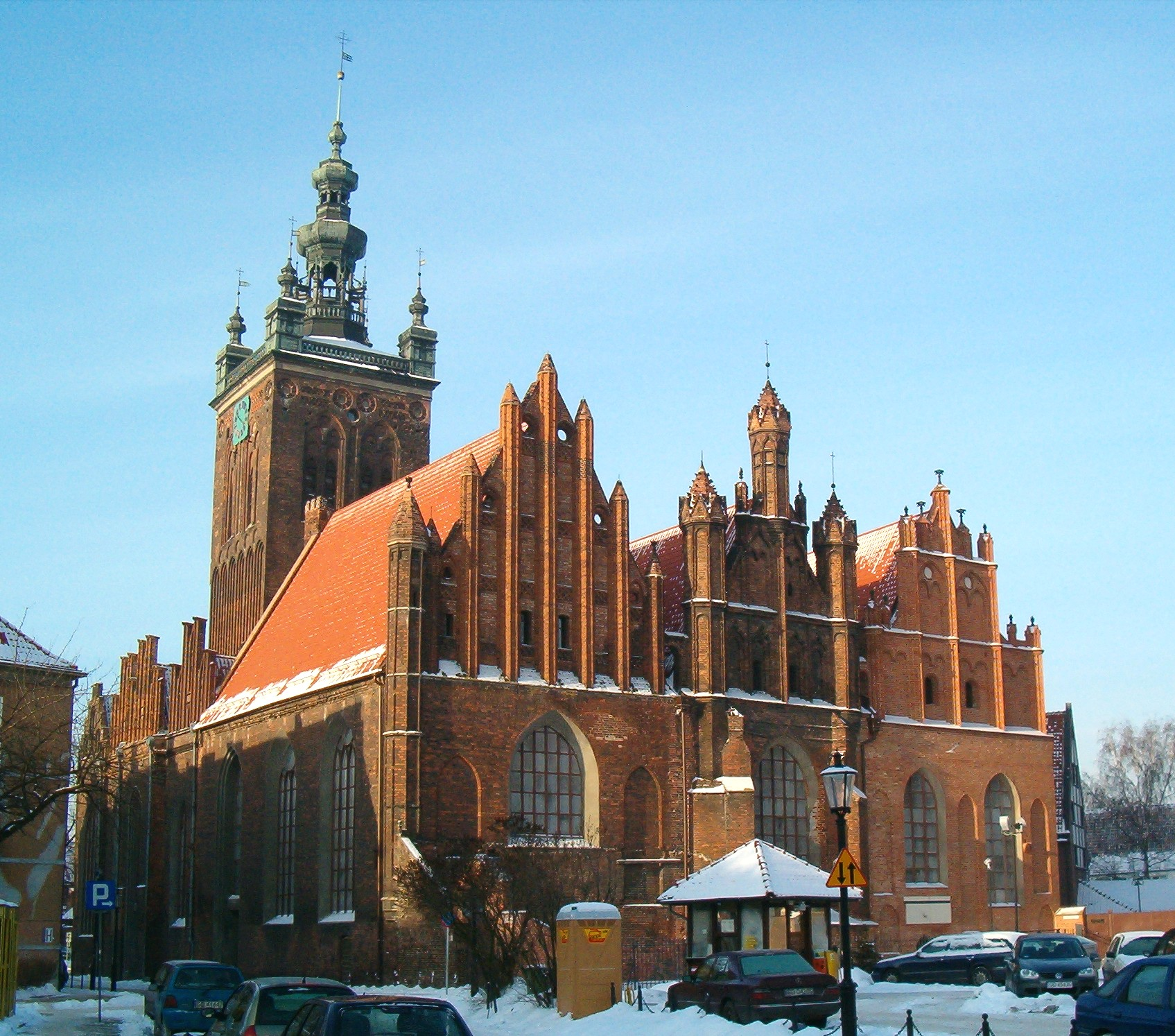
Nhà thờ st. Catherine ở Gdańsk
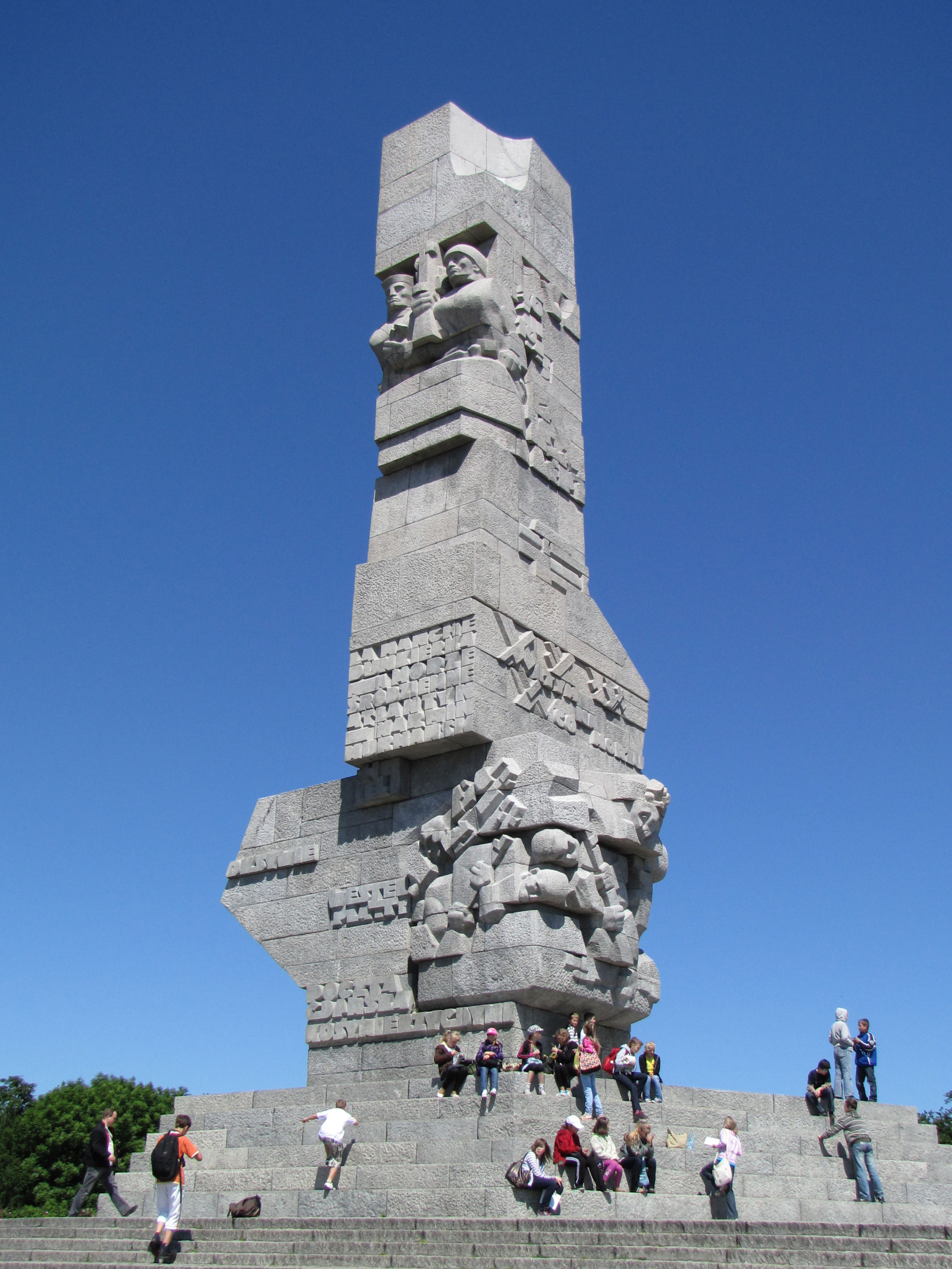
Westerplatte – tượng đài gần Gdańsk
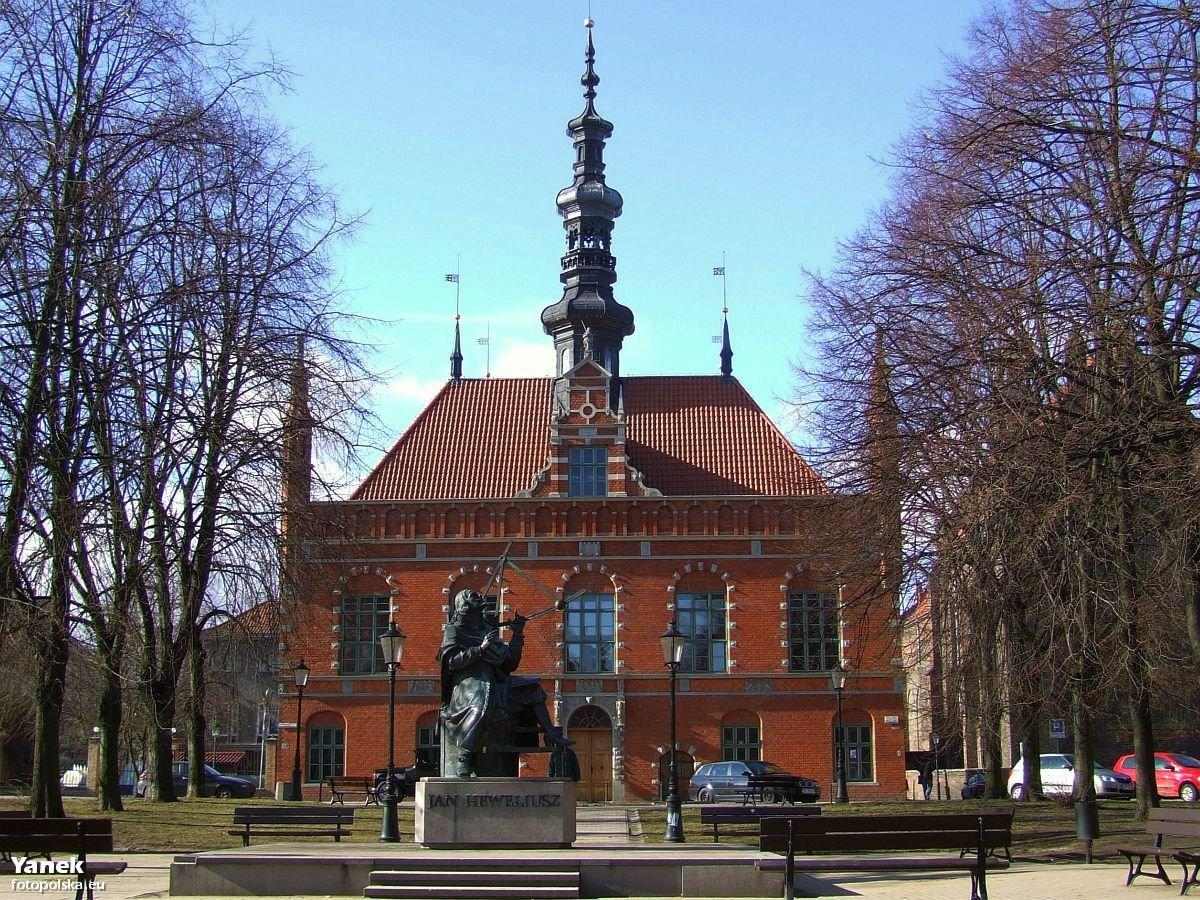
Toà thị chính cũ
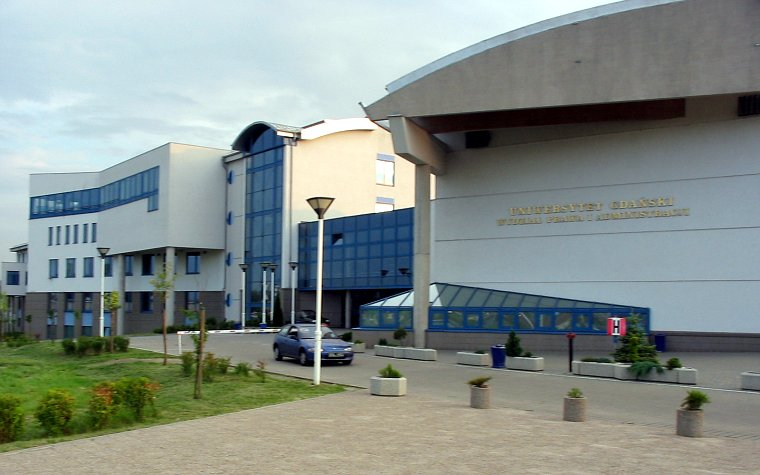
Đại học Gdańsk – Ngành luật
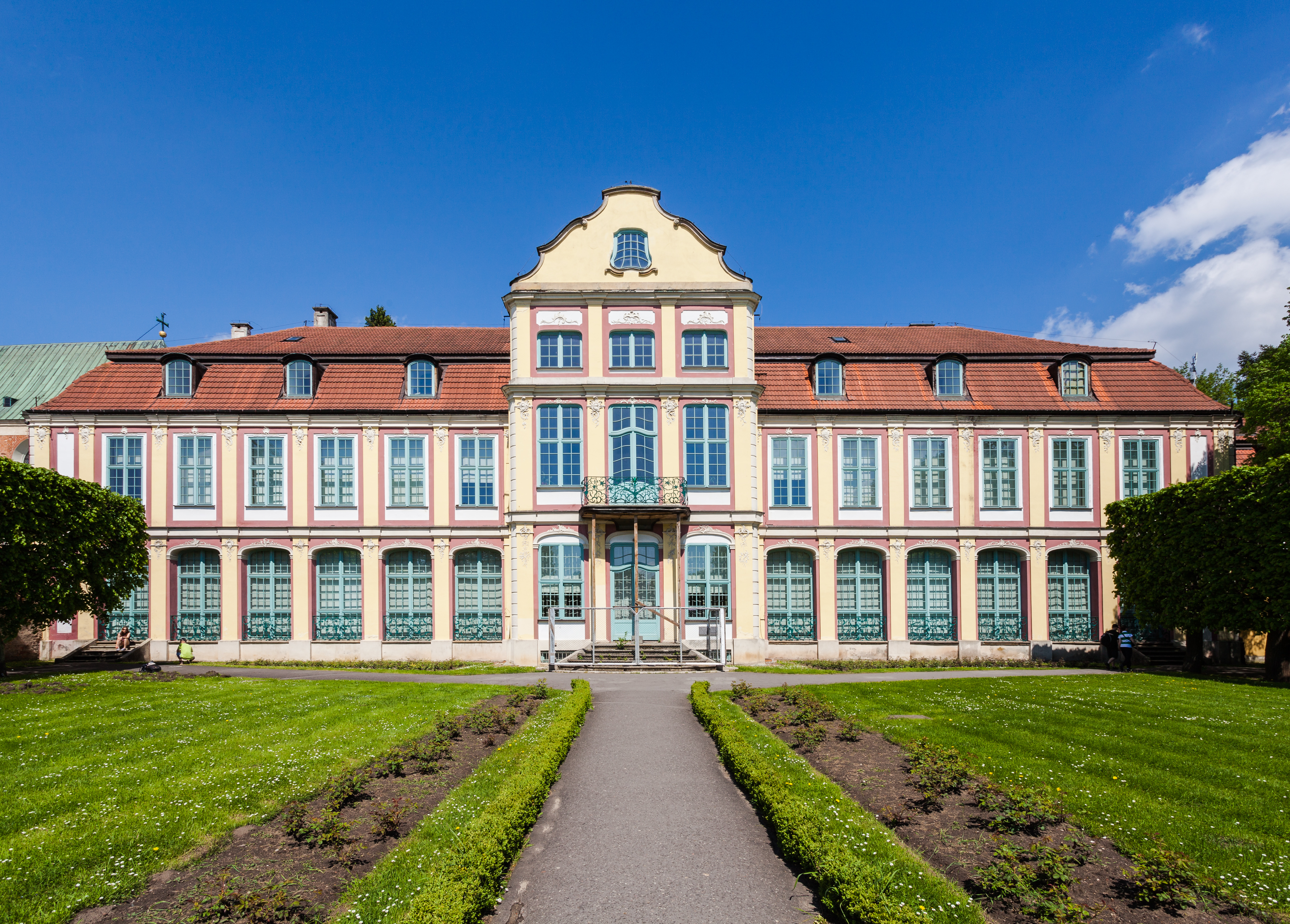
Cung điện Abbot ở Oliwa
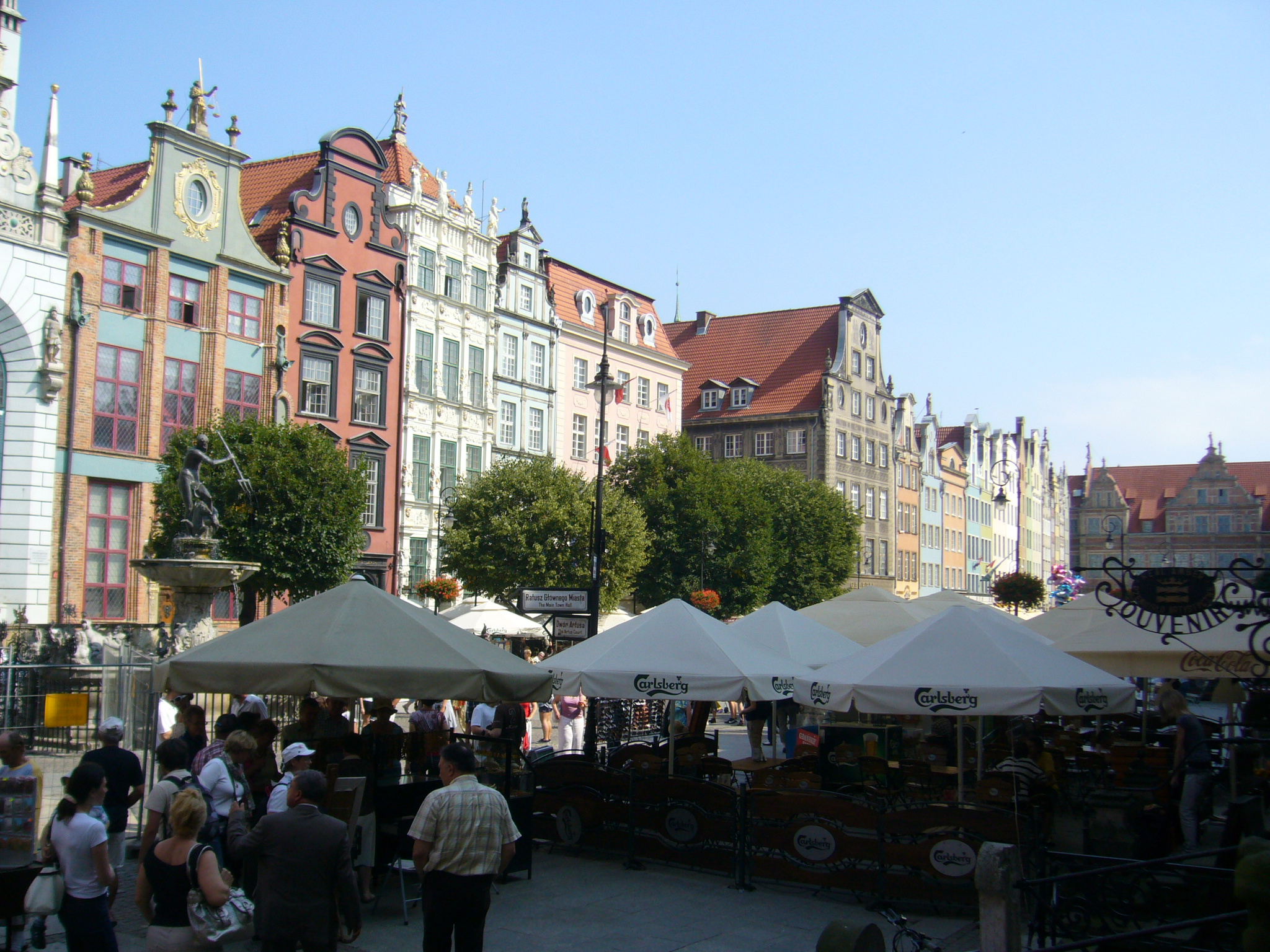
Gdańsk – đường Długi Targ
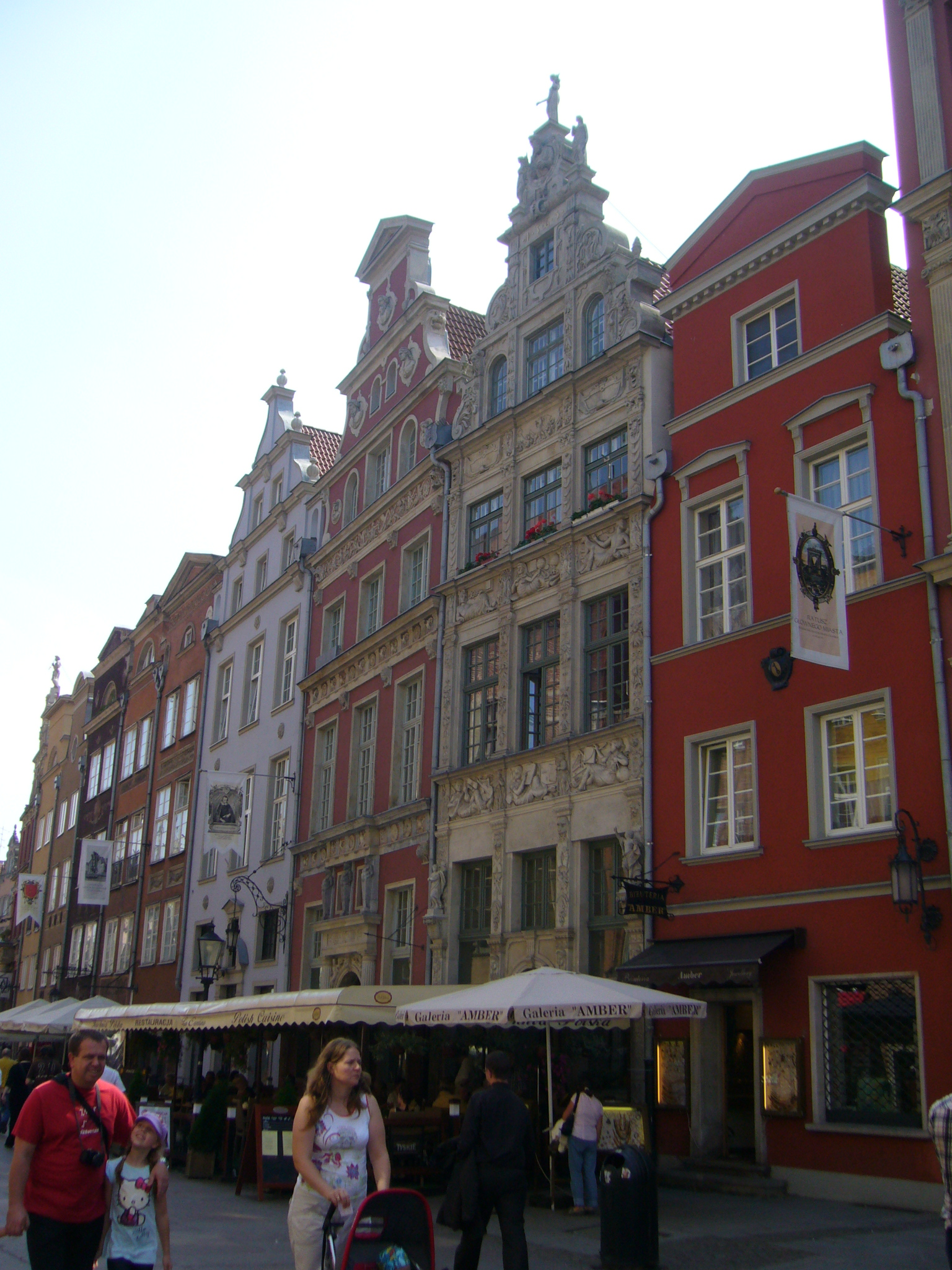
Gdańsk – Townhouses
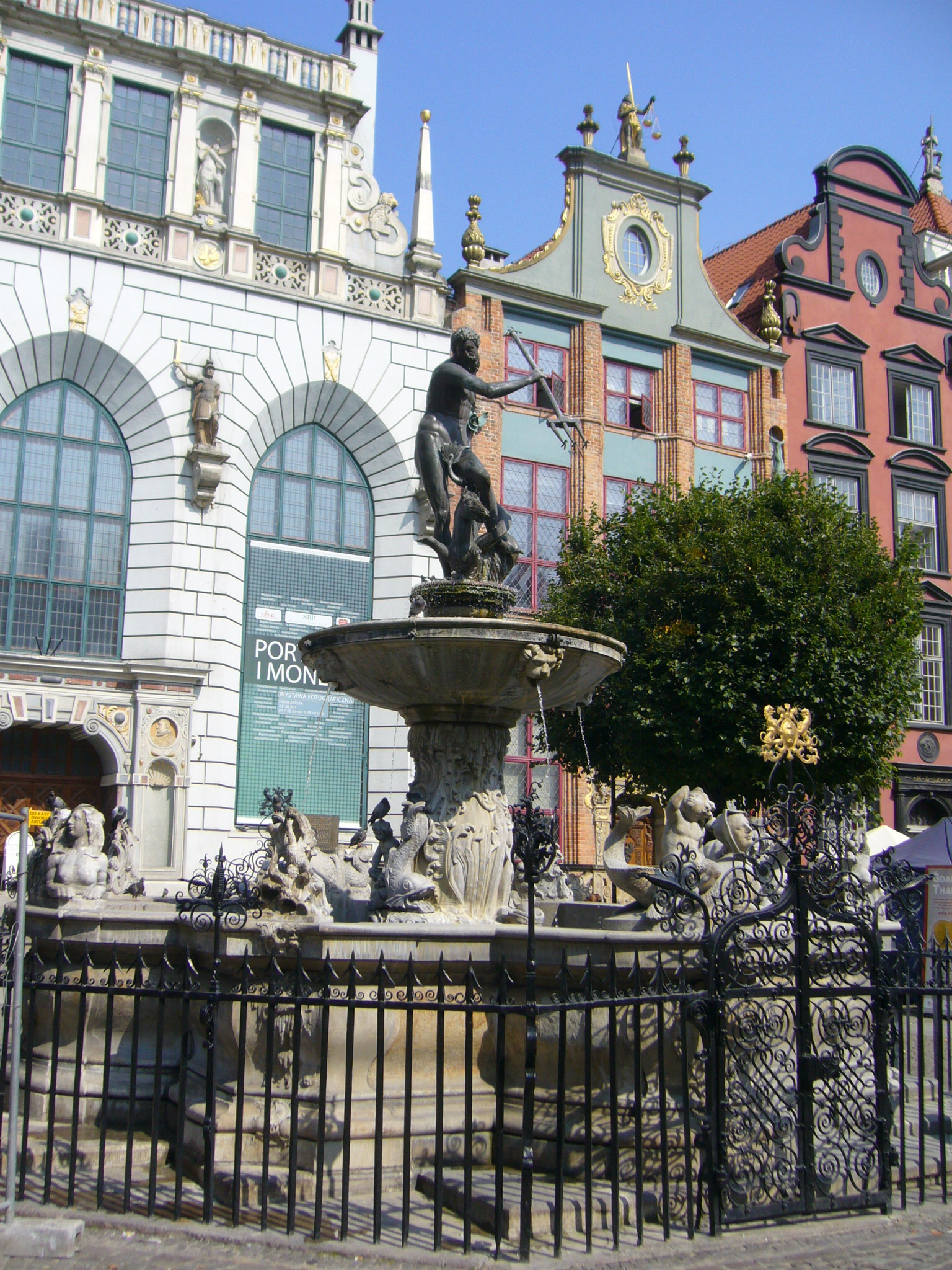
Gdańsk – Neptun
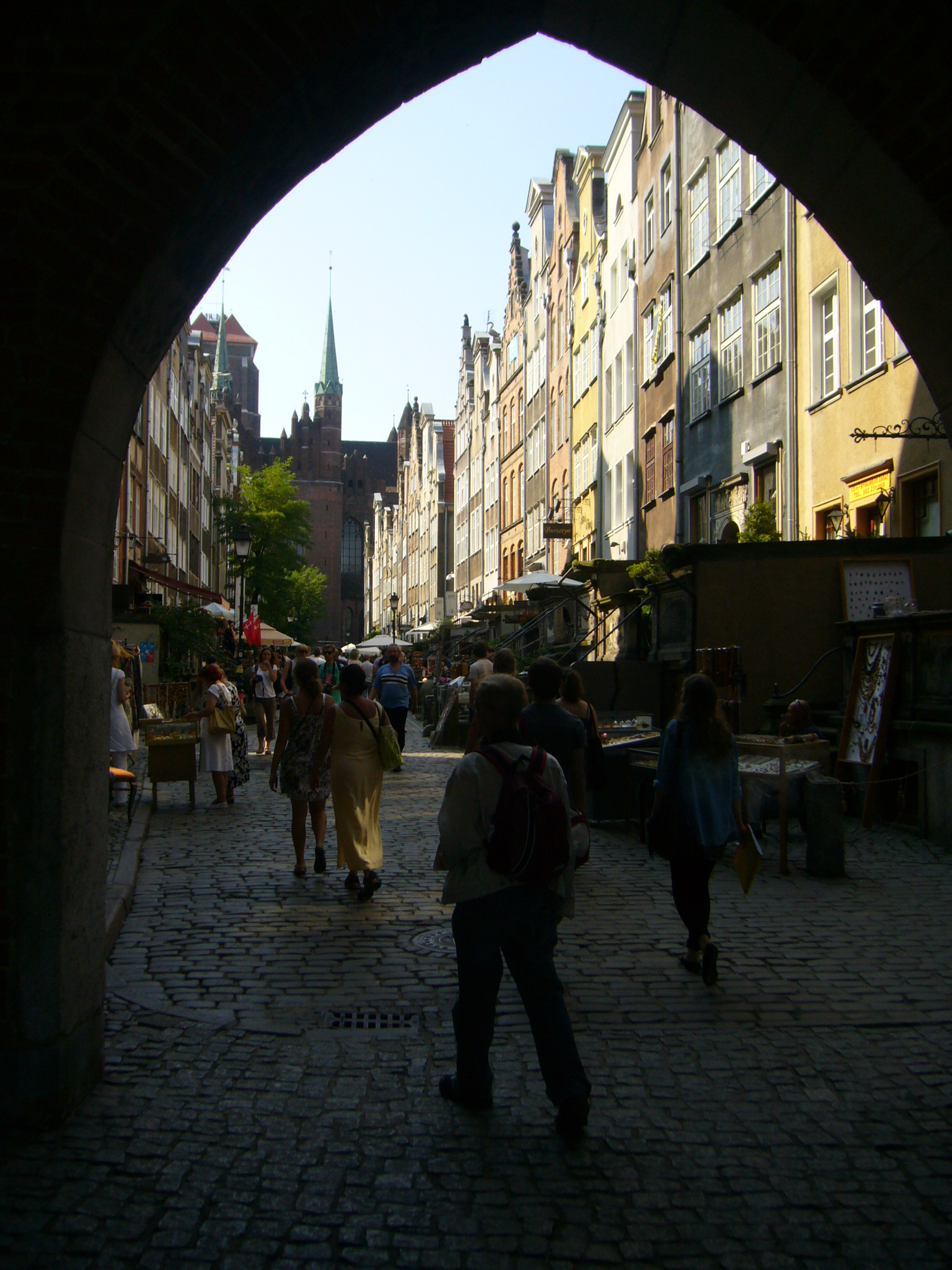
Phố cổ Gdańsk
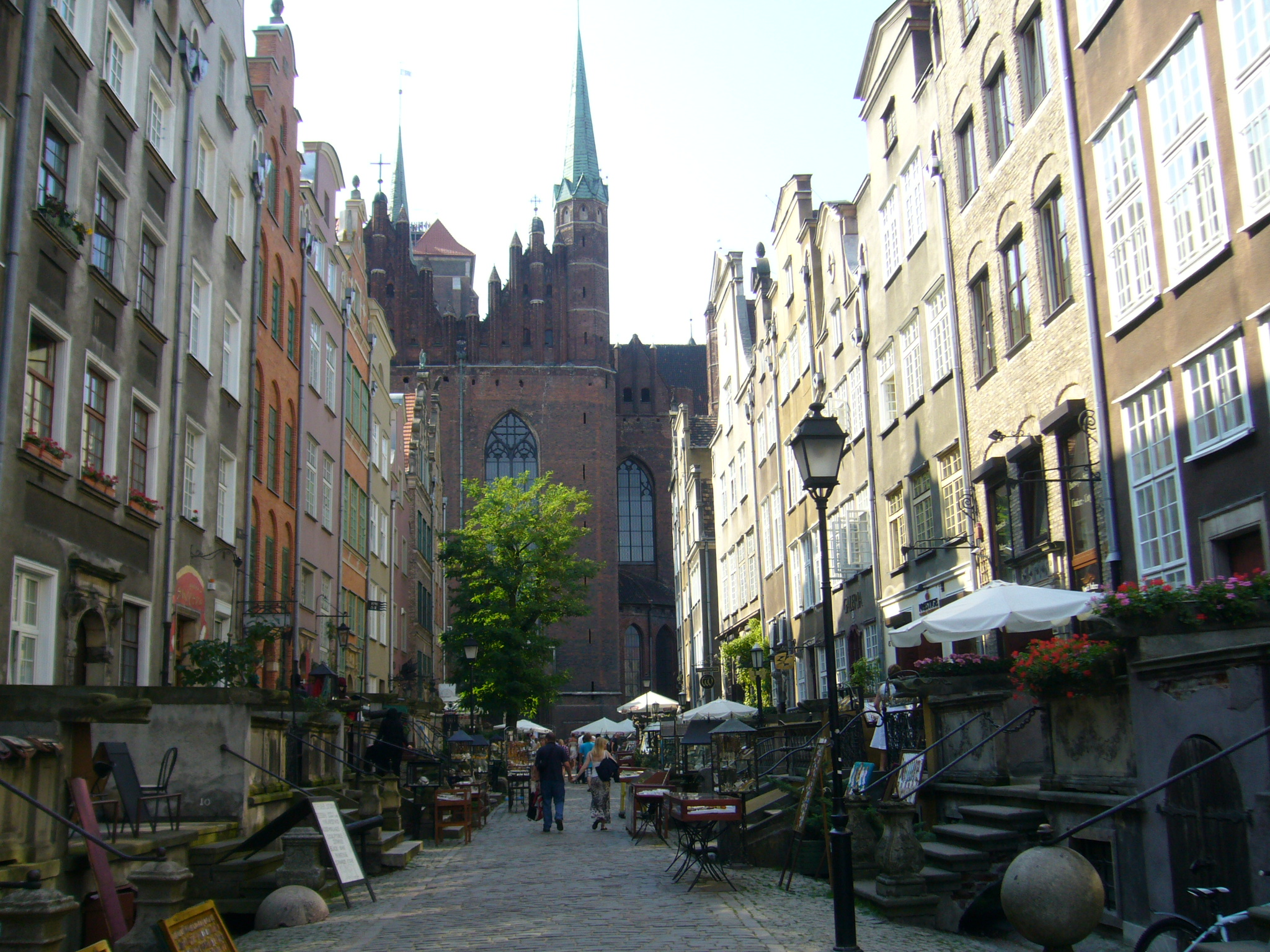
Phố cổ Gdańsk, đường Mariacka
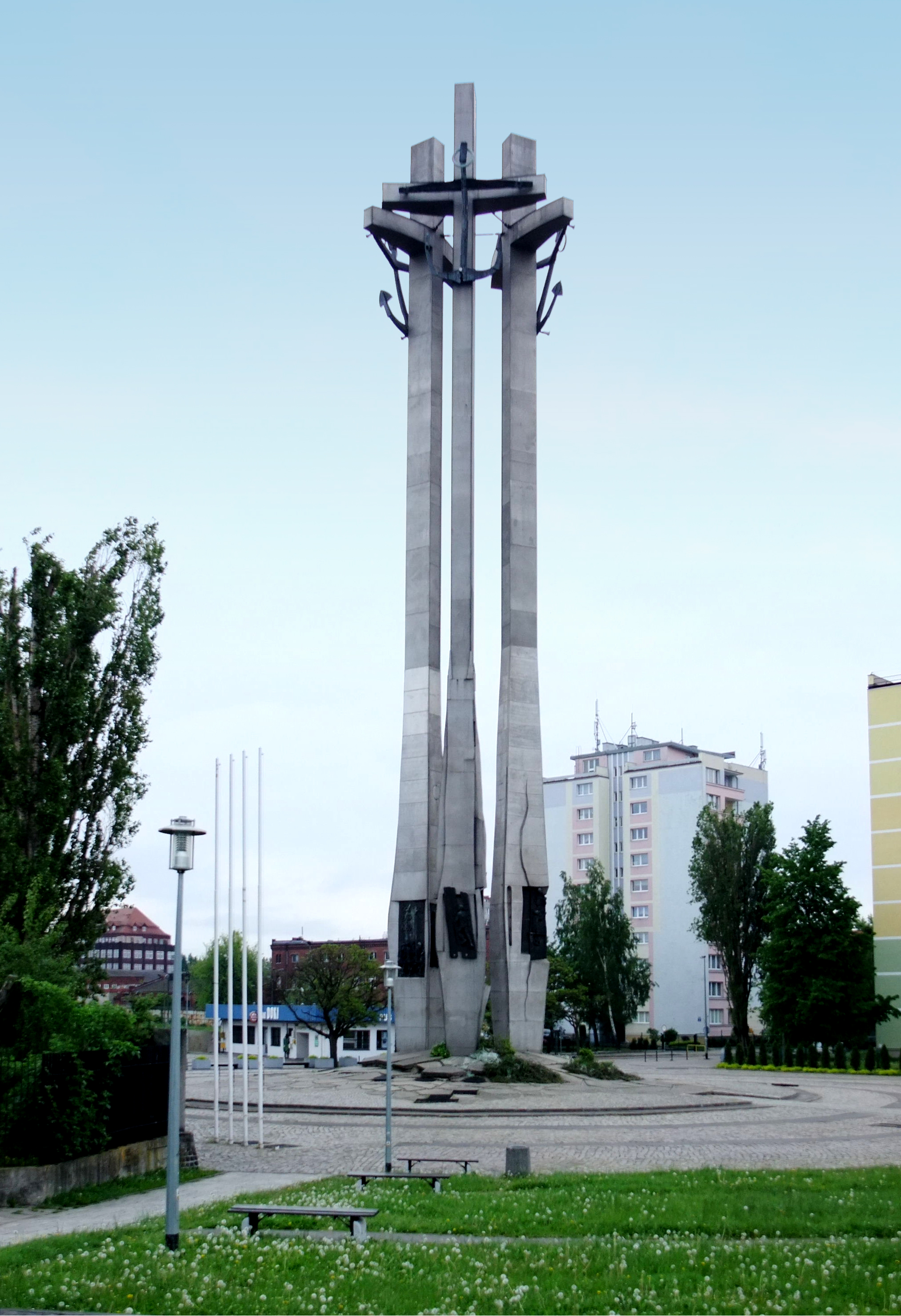
Tượng đài Fallen Shipyard Workers năm 1970 ở Gdańsk
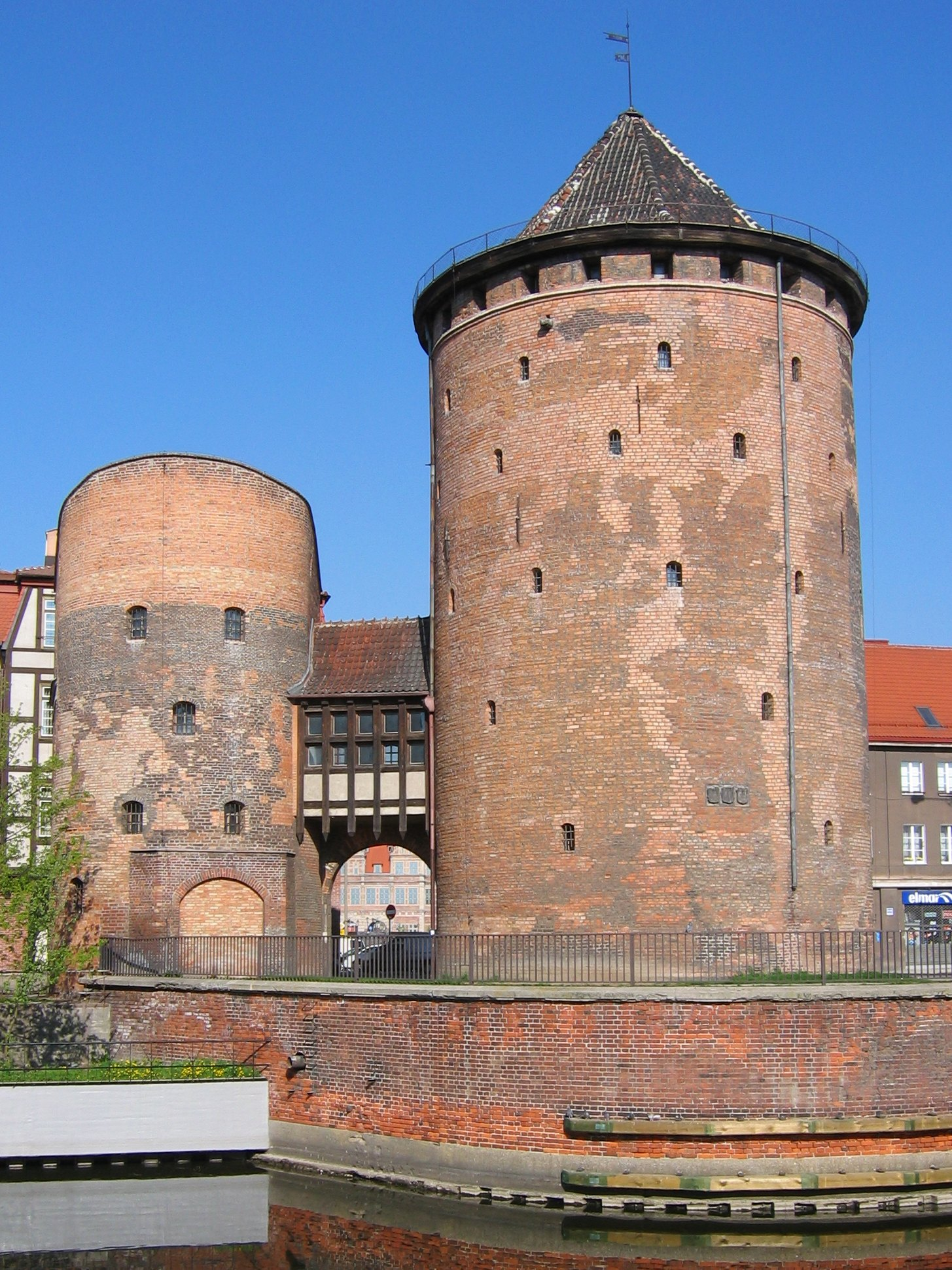
Cổng Stągiewna
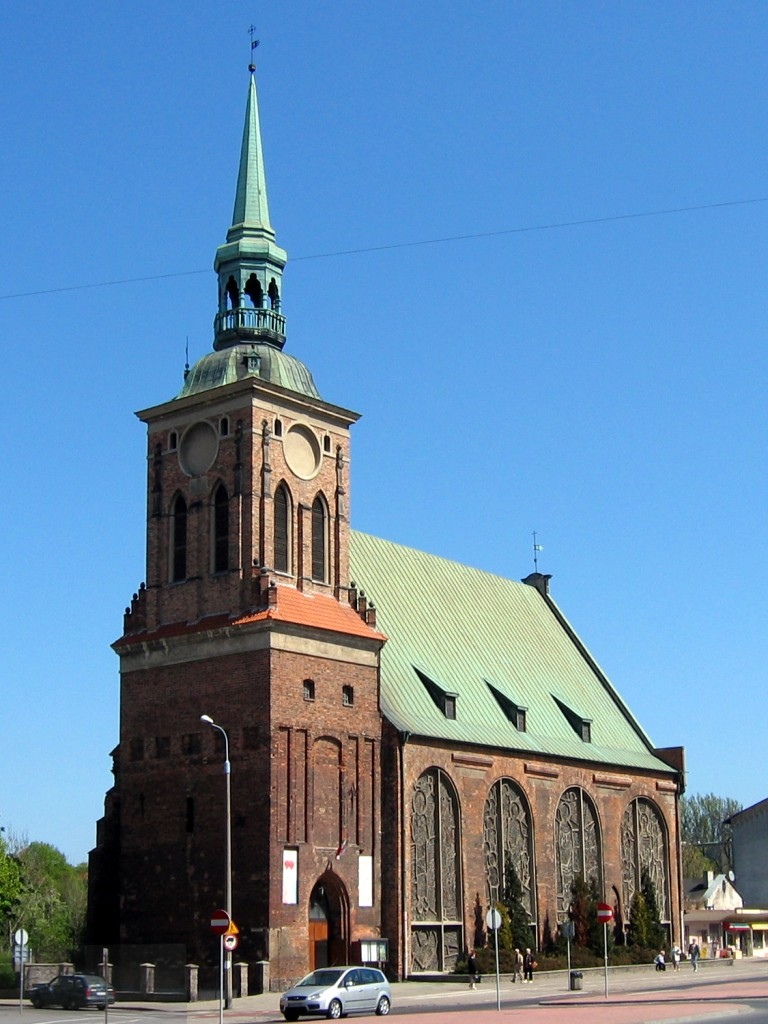
Nhà thờ Saint Barbara
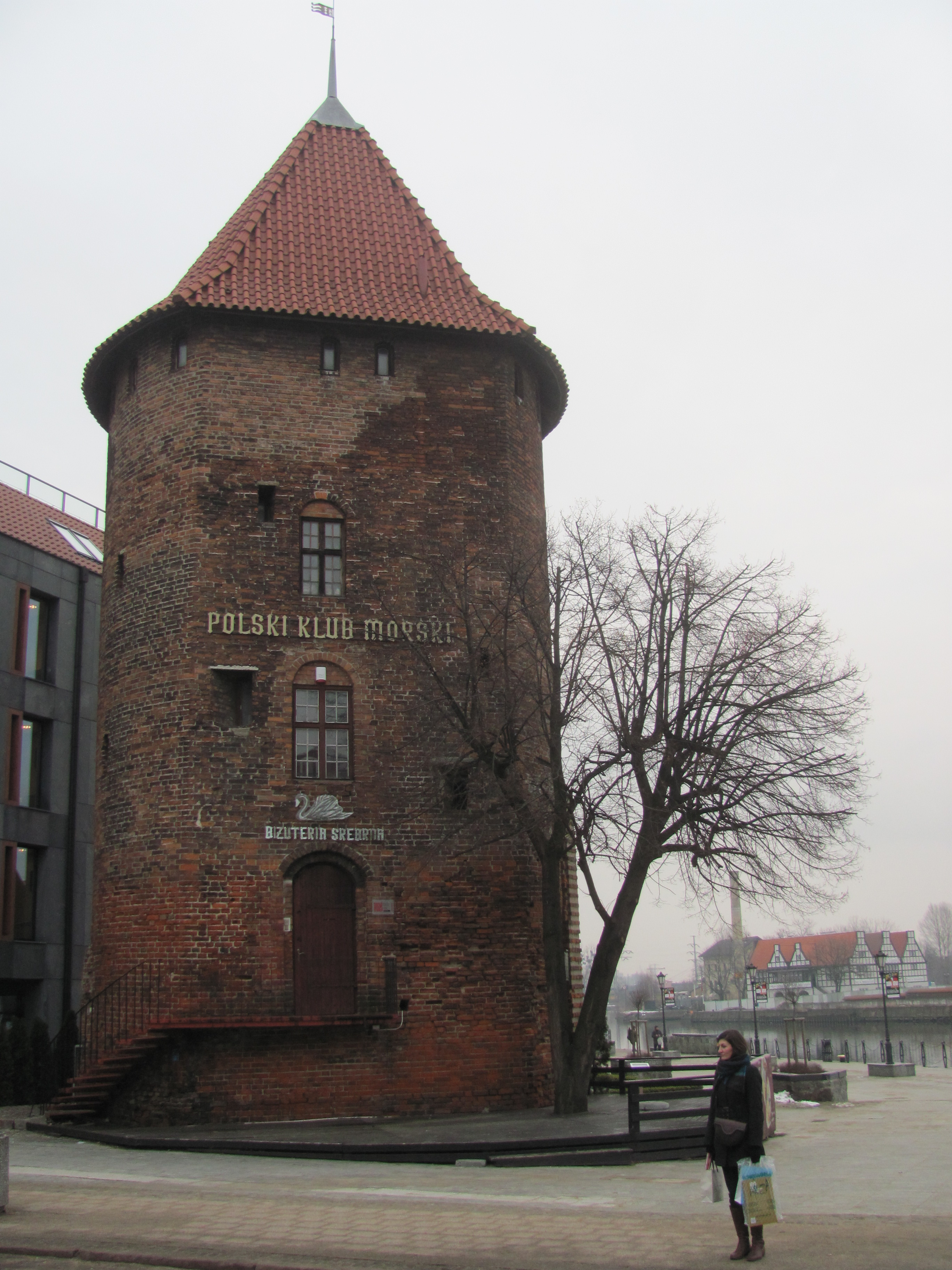
Tháp thiên nga Baszta Łabędź
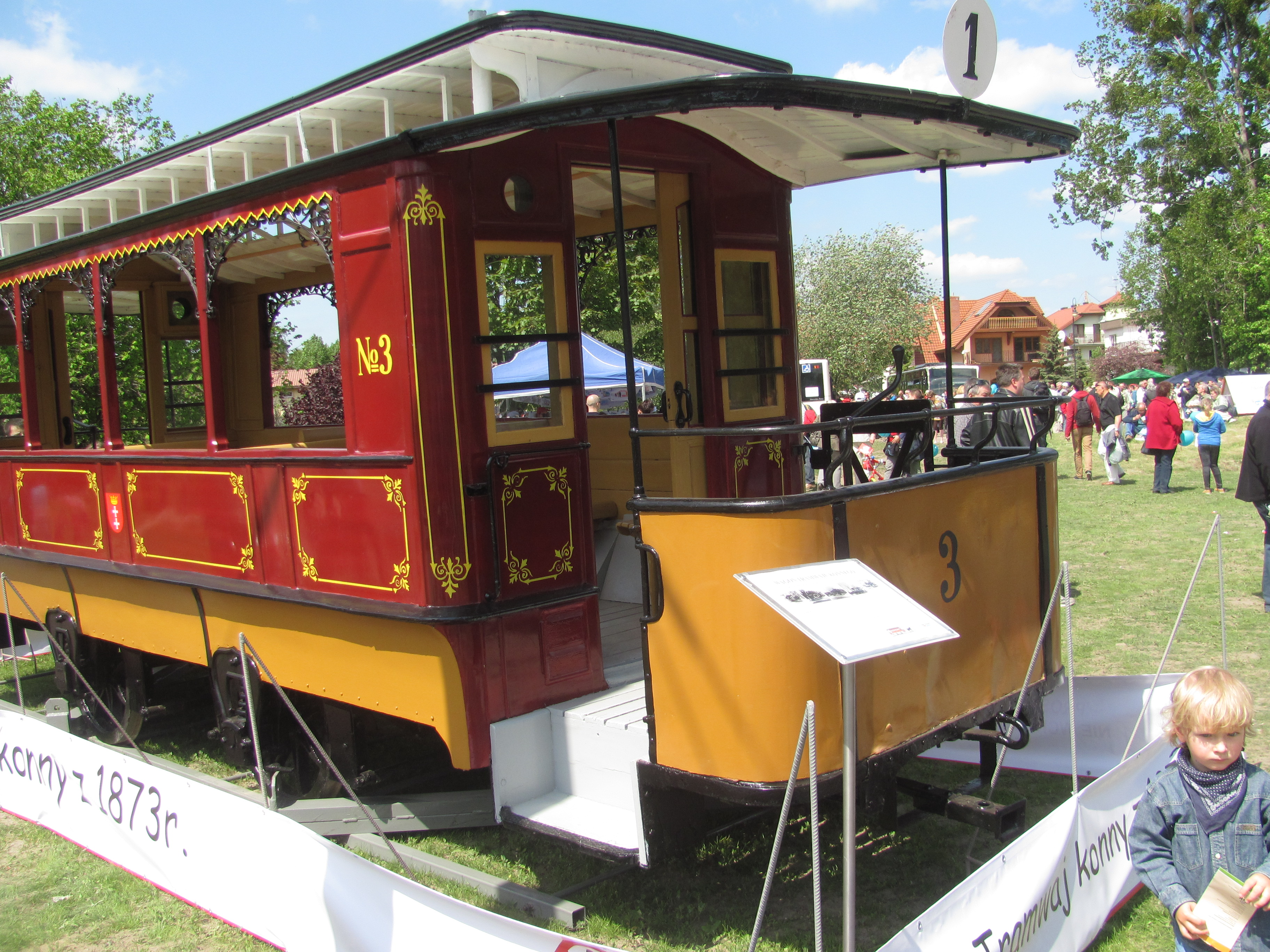
Xe ngựa Herbrand, 1873
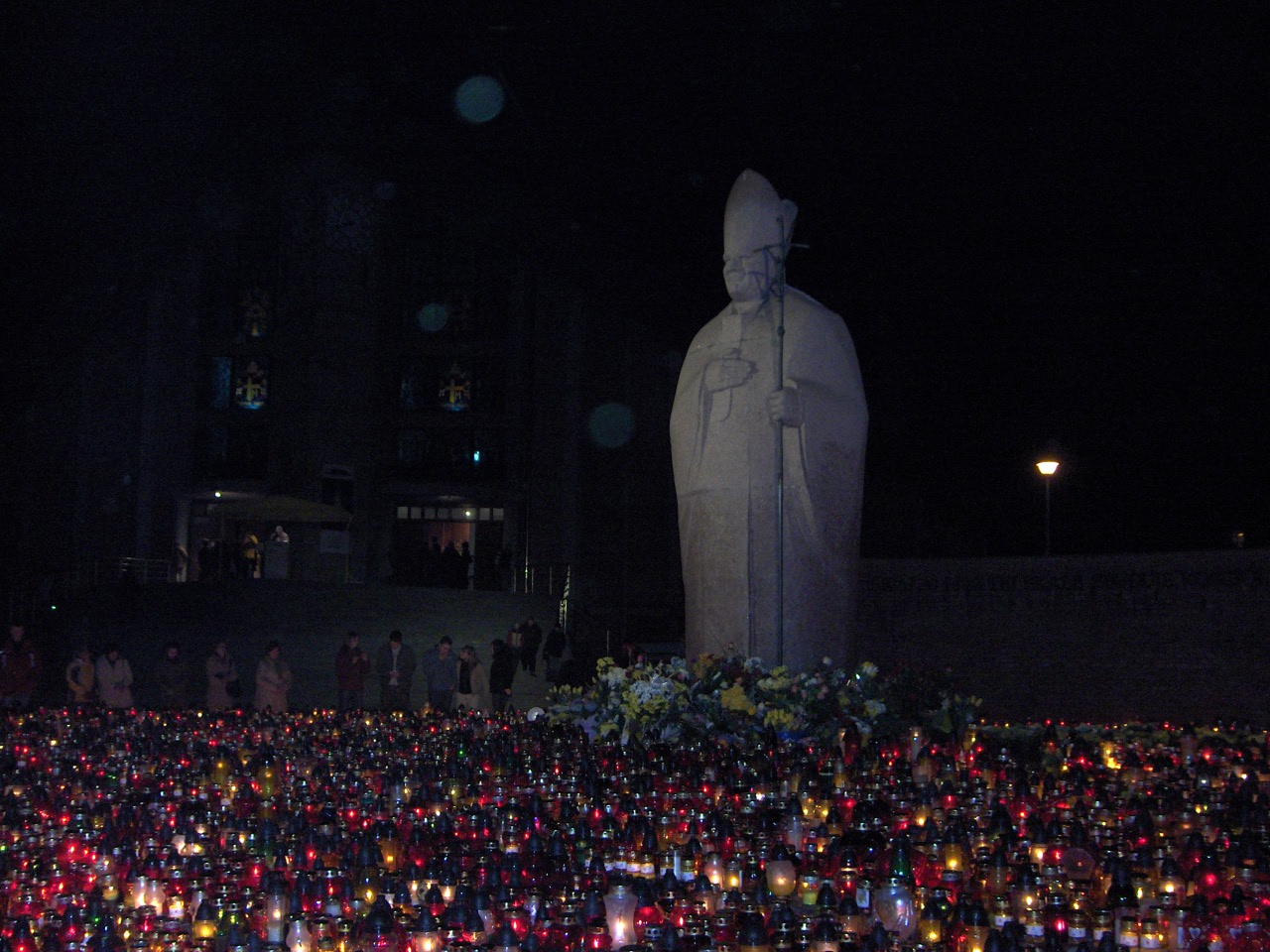
Tượng đài Pope Saint
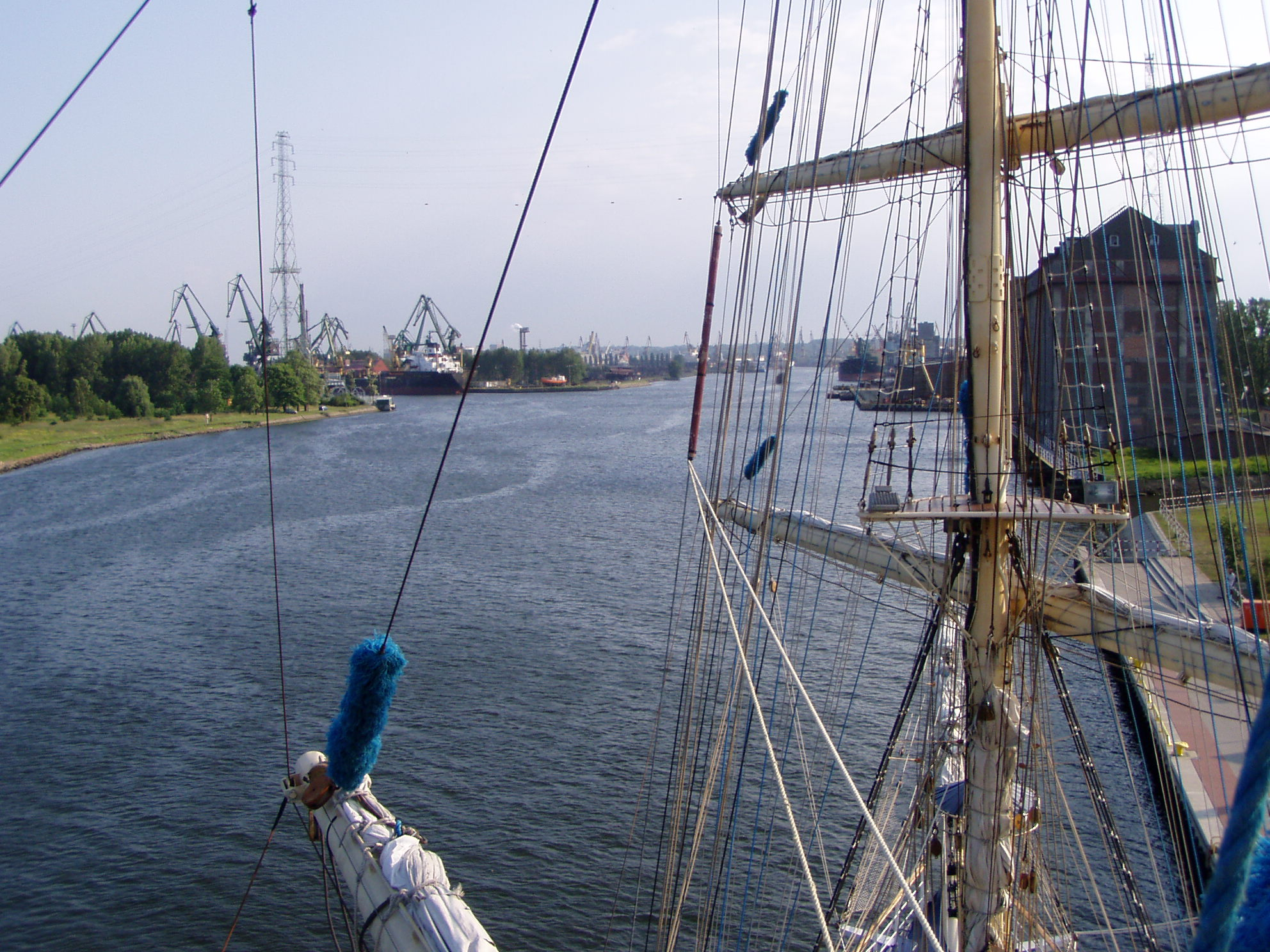
Cảng Gdańsk
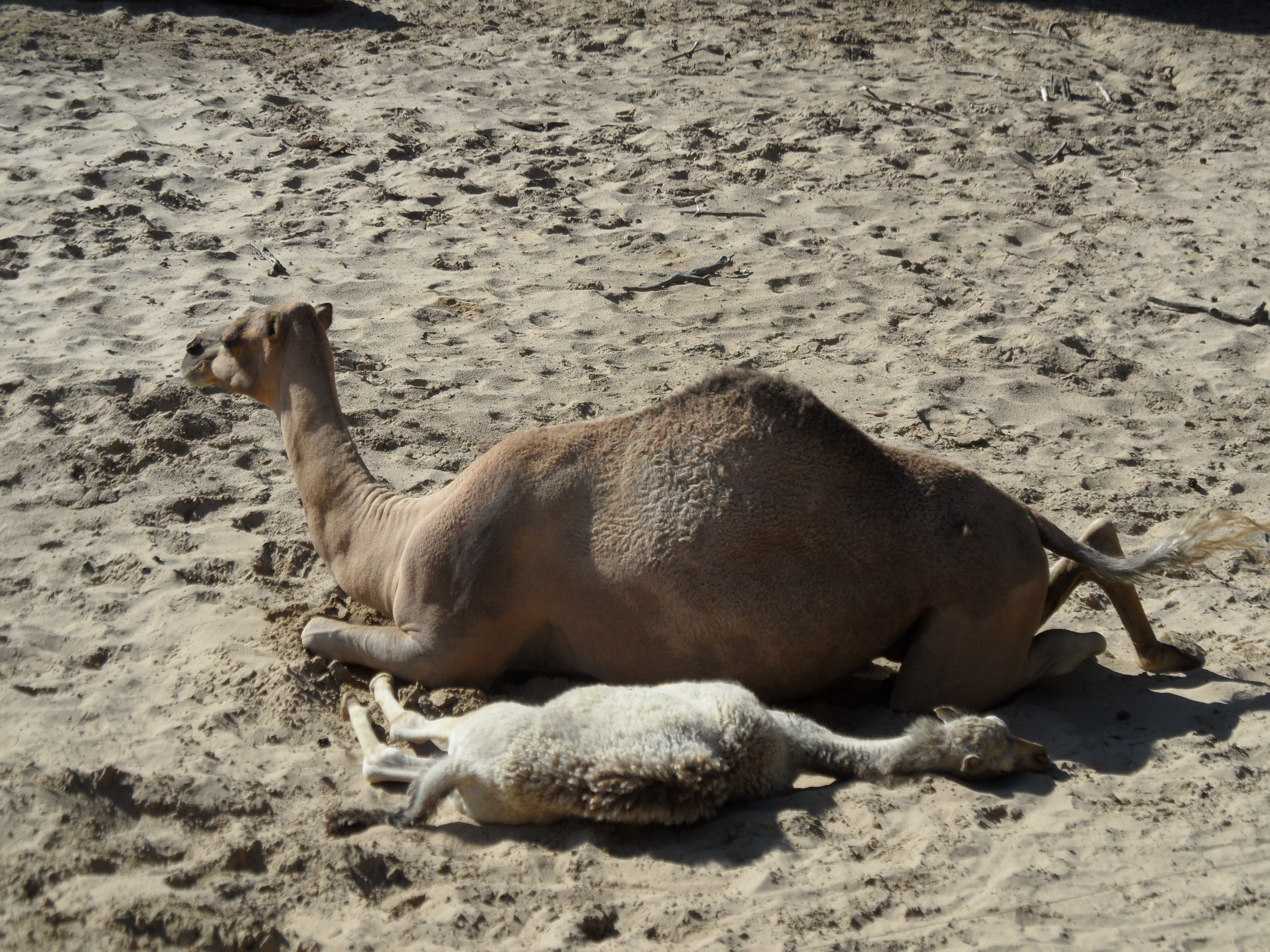
Lạc đà Ả Rập ở vườn thú Gdańsk
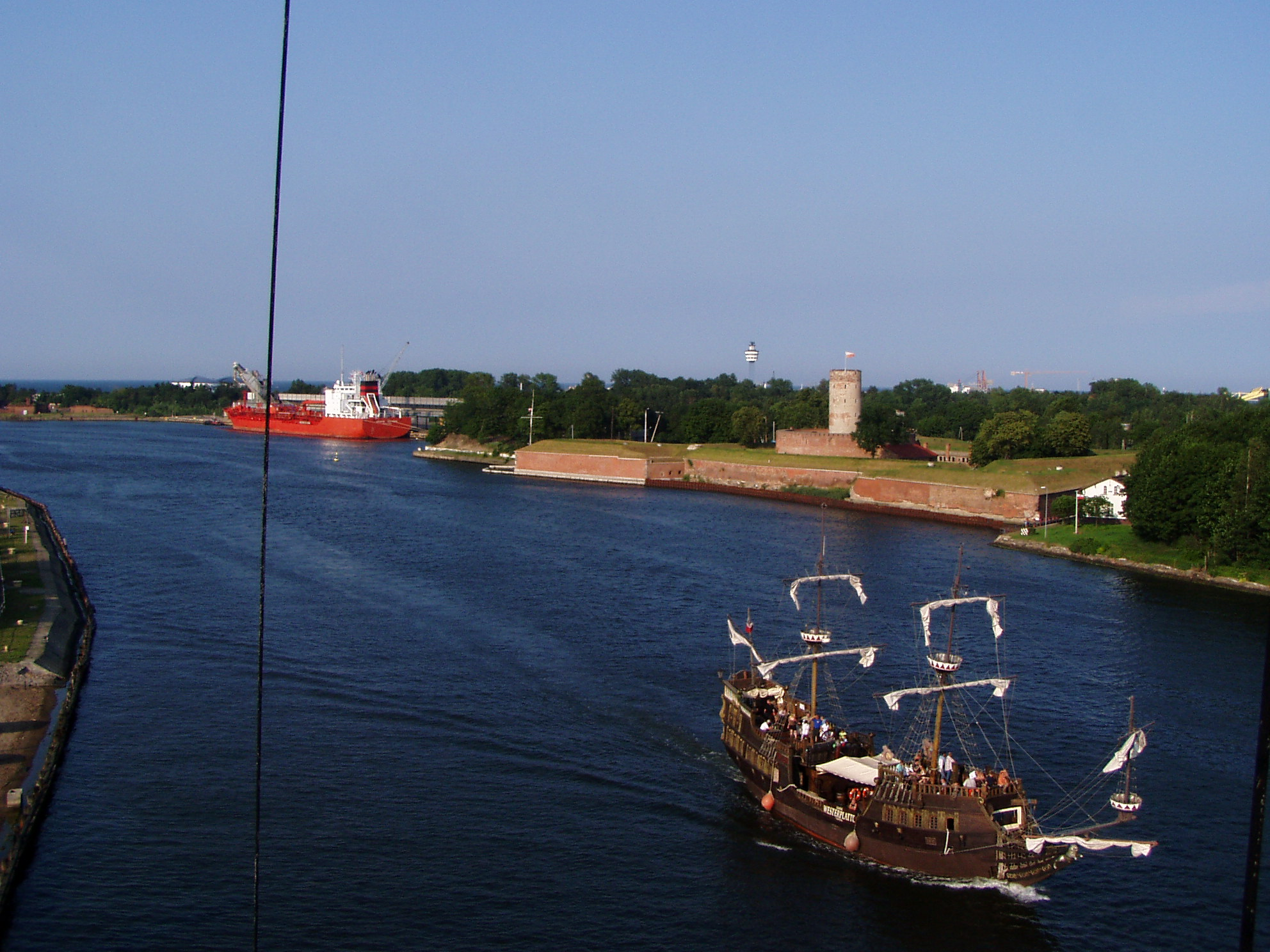
Pháo đài Wisłoujście ở Gdańsk
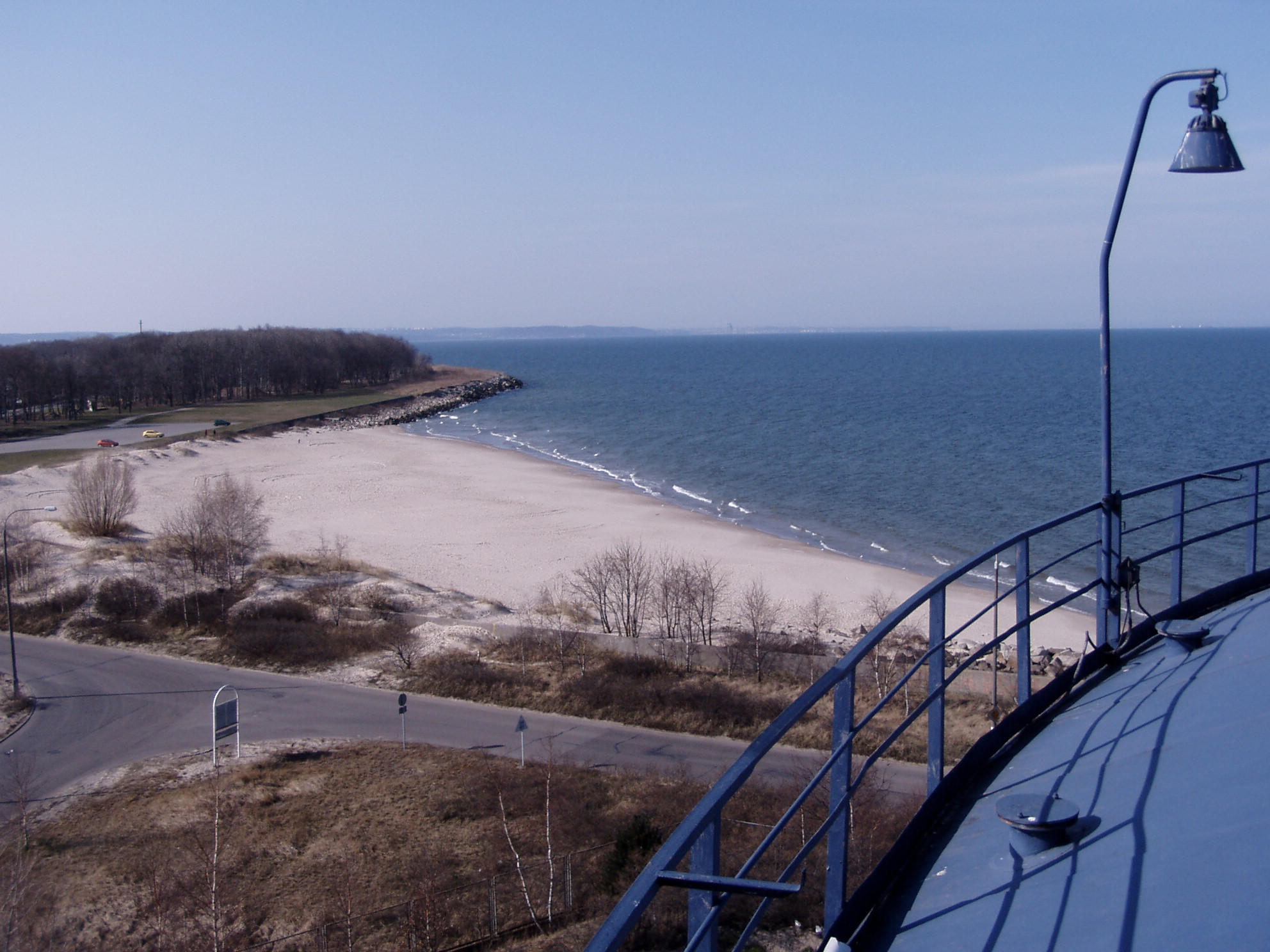
Biển Westerplatte
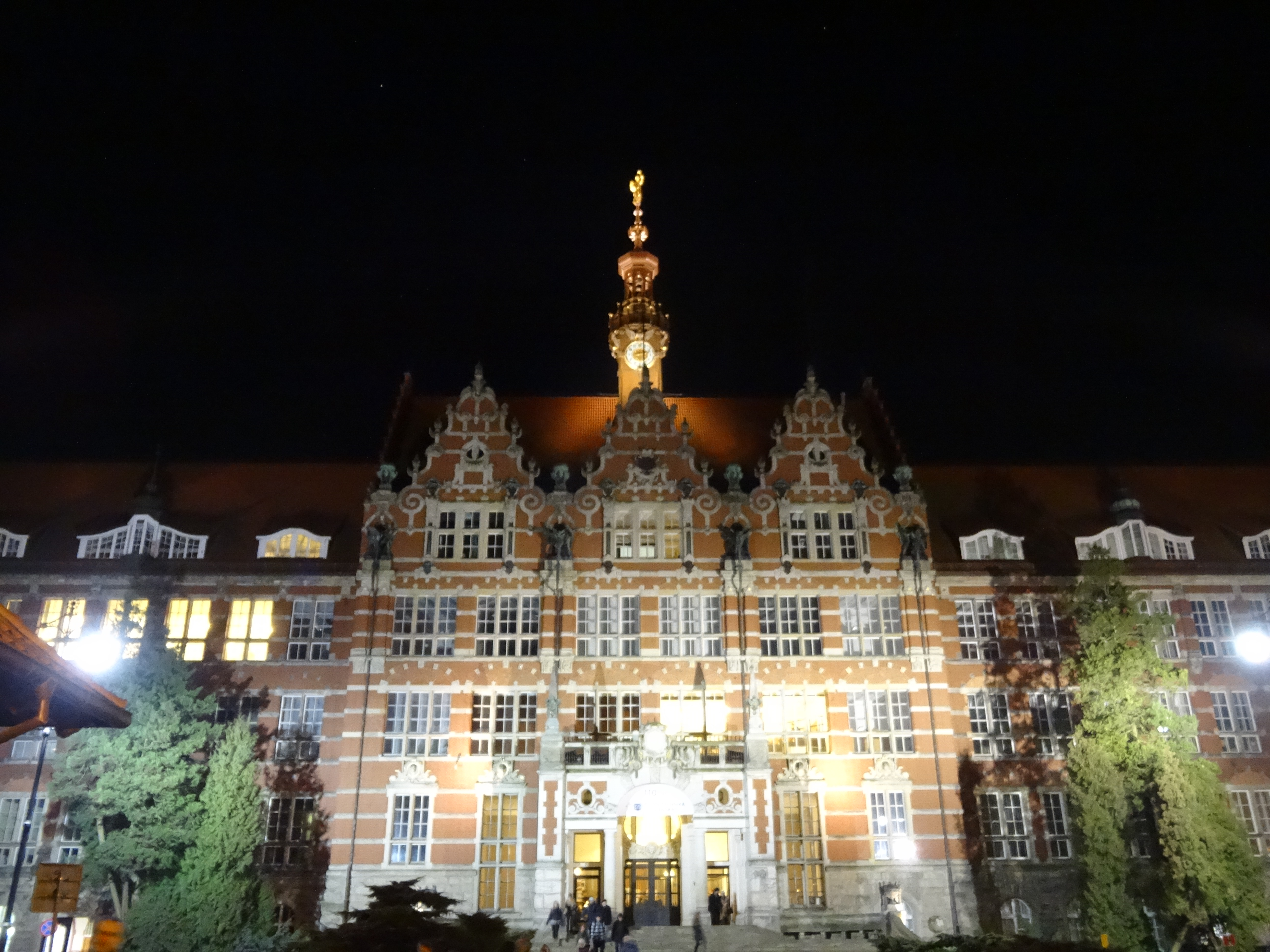
Dại học kỹ thuật Gdańsk buổi tối
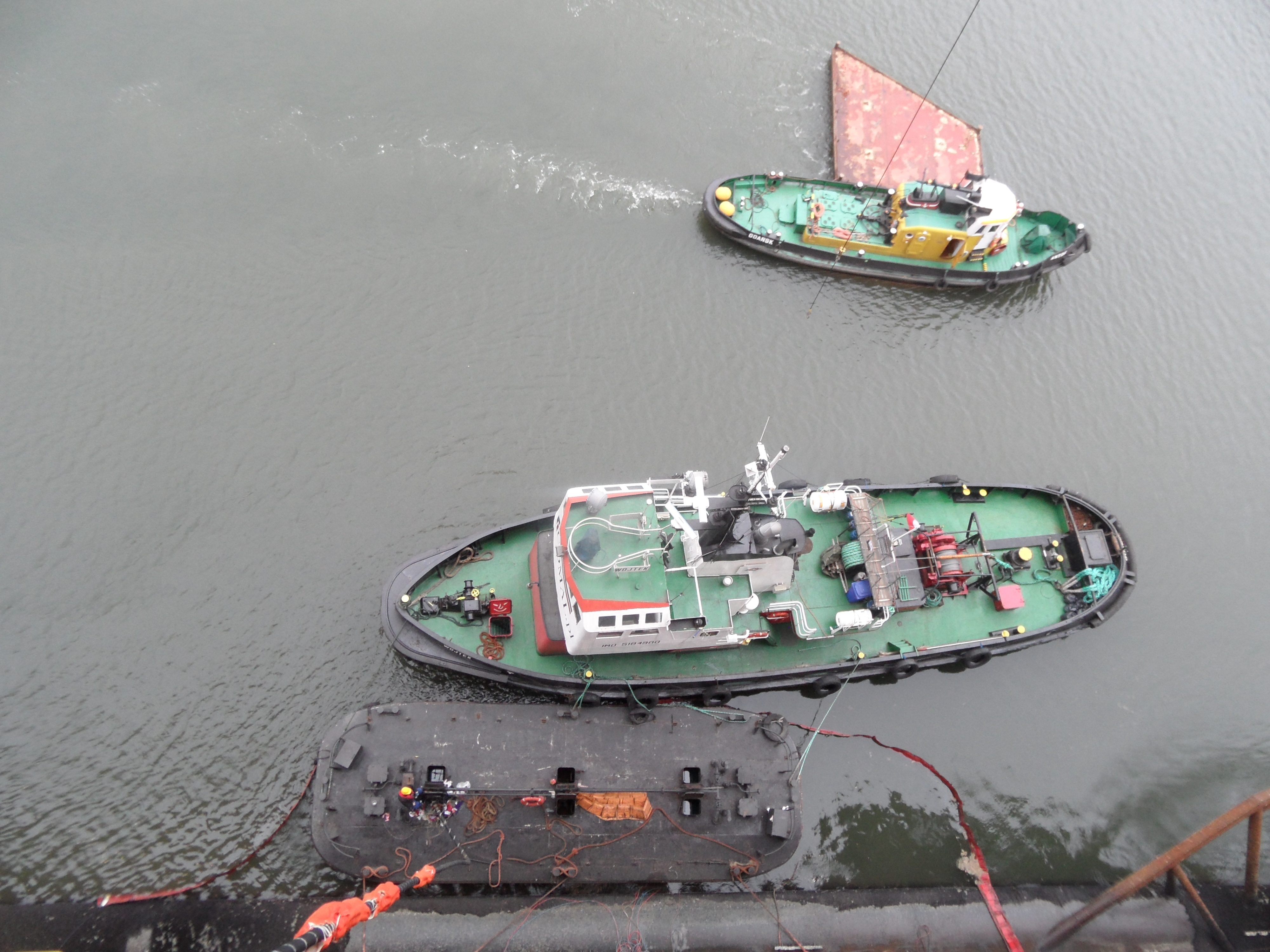
Tàu kéo ở Remontowa
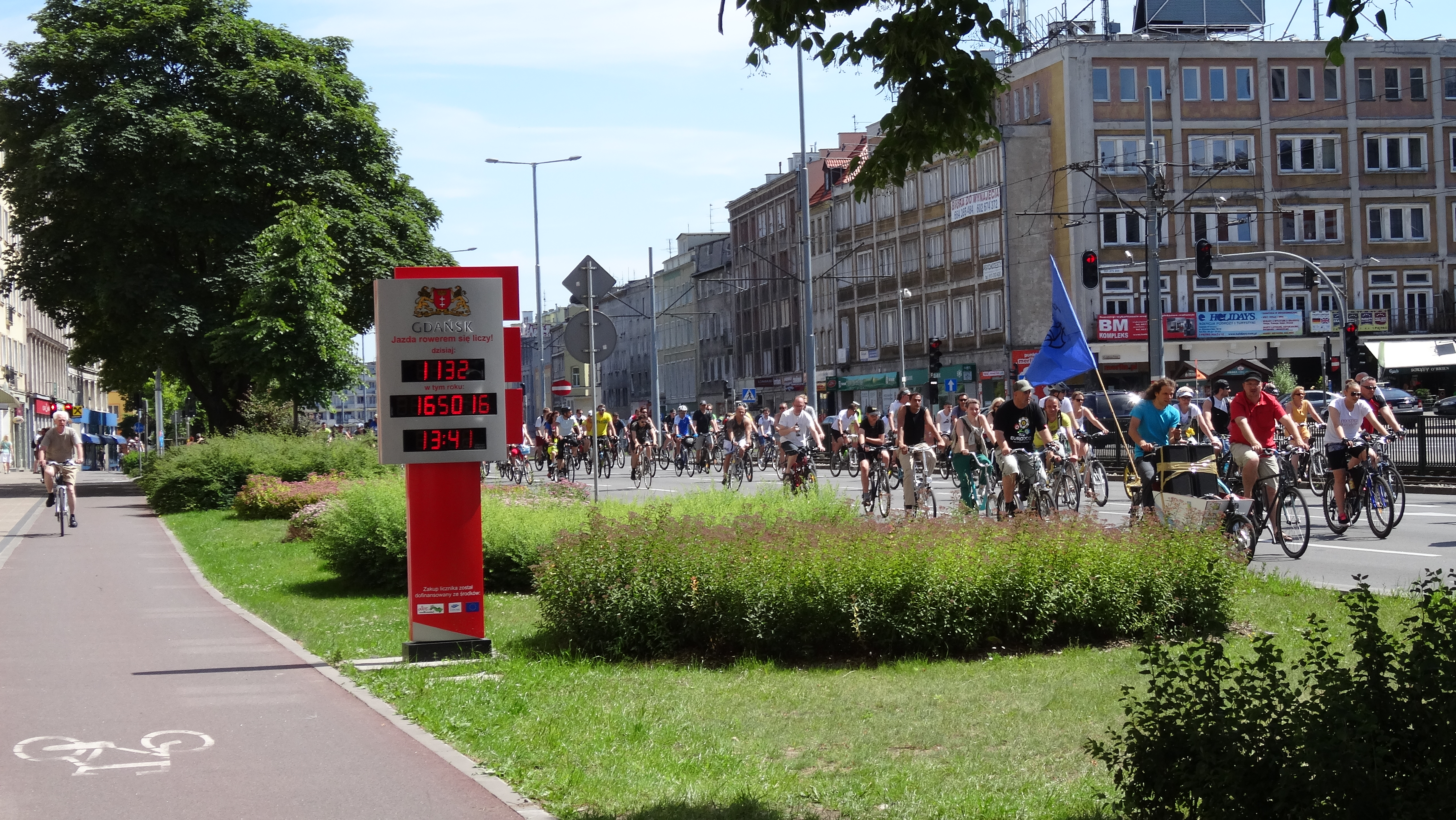
Ngày đạp xe ở Gdańsk